# Zweite Kamtschatkaexpedition

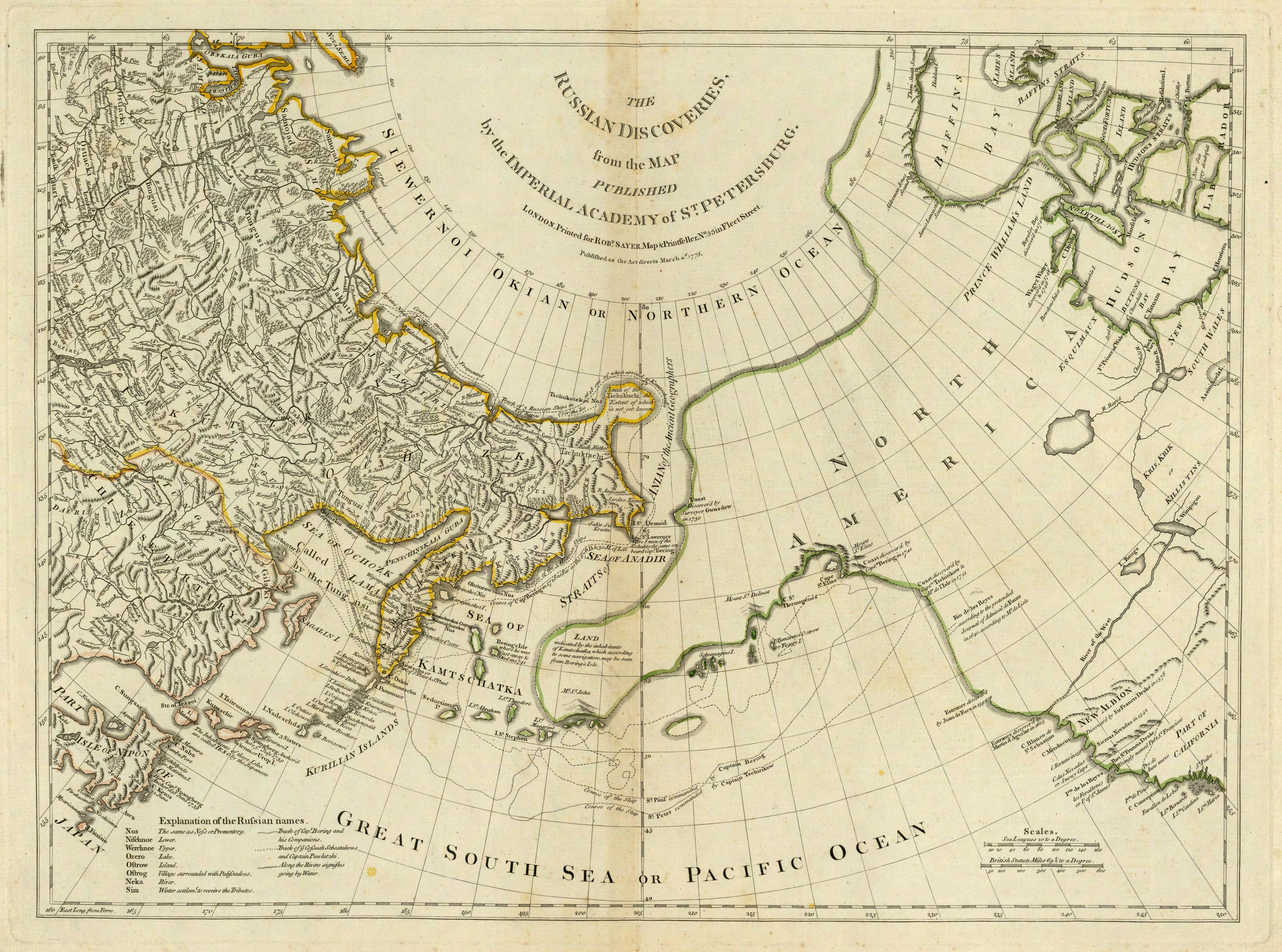
Eines der wichtigsten Einzelergebnisse der Expedition war die kartografische Erfassung und Darstellung des nordöstlichen Teils Asiens. Im Jahr 1754 veröffentlichte das Geografische Departement der Sankt Petersburger Akademie der Wissenschaften eine Karte mit dem Titel Nouvelle Carte des Découvertes faites par des Vaisseaux Russiens, die auch die Schiffsrouten Vitus Berings und Alexei Iljitsch Tschirikows festhielt. Die neugewonnenen geografischen Informationen fanden großen Anklang in ganz Europa und wurden schnell verbreitet. Eine englische Übertragung der Karte mit dem Titel The Russian Discoveries fertigte der Londoner Kartograf Thomas Jefferys an (hier als Nachdruck aus dem posthum von Robert Sayer herausgegebenen American Atlas aus dem Jahr 1776).

Die Zweite Kamtschatkaexpedition, auch als Große Nordische Expedition bekannt, war eine zwischen 1733 und 1743 durchgeführte Forschungs- und Entdeckungsreise unter der Leitung des Marineoffiziers Vitus Bering, deren Teilnehmer Sibirien erforschten, die nördlichen Küsten des Russischen Reiches vermaßen und Seewege vom ostsibirischen Ochotsk nach Nordamerika und Japan erkundeten.
Zu den unter zum Teil beachtlichen Strapazen gewonnenen Ergebnissen der Expedition gehören die Entdeckung Alaskas, der Aleuten und der Kommandeurinseln, die genaue kartografische Erfassung der nördlichen und nordöstlichen Küsten Russlands und der Kurilen, die Widerlegung der Legende von der Existenz sagenhafter Länder im Nordpazifik und die ethnografische, historische und naturwissenschaftliche Erforschung Sibiriens und Kamtschatkas. Mit dem Scheitern einer Umrundung der nordöstlichen Spitze Asiens auf dem Seeweg zerschlug sich der seit Beginn des 16. Jahrhunderts gehegte Wunsch einer wirtschaftlichen Nutzung der Nordostpassage.
Mit über 3000 direkt und indirekt beteiligten Personen war die Zweite Kamtschatkaexpedition eines der größten Expeditionsvorhaben der Geschichte. Die Gesamtkosten des vom russischen Staat finanzierten Unternehmens beliefen sich auf die für damalige Zeiten unvorstellbar hohe Summe von geschätzten 1,5 Millionen Rubeln, was ungefähr einem Sechstel der Einnahmen Russlands im Jahr 1724 entsprach.

## Vorgeschichte

### Gründung der Akademie der Wissenschaften in Sankt Petersburg
Der Beginn der systematischen geografischen Erkundung und wissenschaftlichen Erforschung des östlichen Teils Asiens im 18. Jahrhundert geht auf die Initiative des ab 1689 in Russland regierenden Zaren Peter I. (1672–1725) zurück. Dieser war auf seiner in den Jahren 1697 und 1698 unternommenen Studienreise durch verschiedene Länder Europas zur Schaffung einer eigenen Akademie der Wissenschaften angeregt worden. In den Jahren 1723/24 nahm dieser Plan konkrete Gestalt an. Um auf wissenschaftlichem Gebiet Anschluss an das übrige Europa zu erlangen und die Ausbildung eigener Fachleute auf eine dauerhafte Grundlage zu stellen, entschied Peter, ausländische Gelehrte nach Russland zu berufen und eine eigene russische Akademie in Sankt Petersburg zu schaffen.

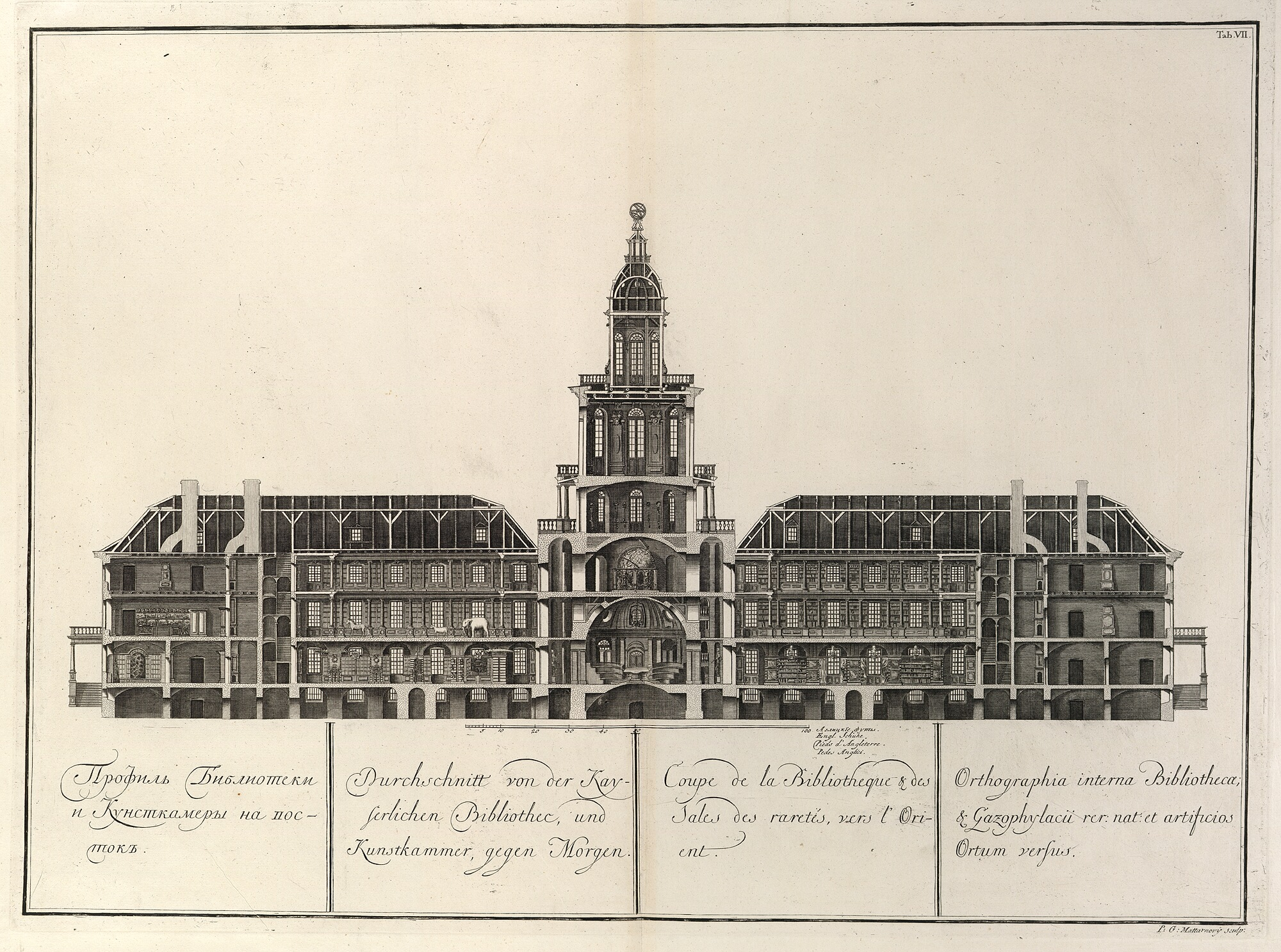
Zeitgenössische Abbildung des Hauptgebäudes der russischen Akademie der Wissenschaften in Sankt Petersburg. Tafel Durchschnitt von der Kayserlichen Bibliothec, und Kunstkammer gegen Morgen aus einer 1741 erschienenen Serie von 12 Radierungen, der ersten Gemeinschaftsarbeit aus der künstlerischen Werkstatt der Petersburger Akademie.

 Im Dezember 1725 wurde diese Einrichtung feierlich eröffnet. Junge, zumeist deutschsprachige Wissenschaftler bildeten im ersten Jahrzehnt nach ihrer Gründung den personellen Kern der Akademie. Eine ihrer Aufgaben bestand in der Ausrichtung und wissenschaftlichen Begleitung von Expeditionen in bislang unbekannte Teile des russischen Kaiserreichs.

### Erste Expeditionen nach Sibirien
Zar Peter war im Laufe seines Lebens mehrmals mit Gottfried Wilhelm Leibniz (1646–1716) zusammengetroffen und war von diesem bei ihrem letzten Treffen in Pyrmont 1716 mit der Frage konfrontiert worden, ob es eine Landverbindung zwischen der nordöstlichen Spitze Asiens und Nordamerika gebe. Diese Frage besaß unter anderem vor dem Hintergrund der Diskussion über den Ursprung der Menschheit beträchtliche Relevanz. Wollte man den Glauben an den gemeinsamen Ursprung aller Menschen nicht aufgeben, so stellte sich für den Fall, dass Asien und Nordamerika nicht miteinander verbunden waren, die Frage, auf welchem Weg der Mensch in die Neue Welt gelangt war. Um abschließende Gewissheit über die Existenz einer Landverbindung zwischen den beiden Kontinenten zu erlangen, schickte Peter 1719 die beiden russischen Geodäten Iwan Jewreinow (1694–1724) und Fjodor Luschin (1695–1727) an den östlichen Rand seines Reiches. Ihre Expedition blieb jedoch zumindest hinsichtlich der Beantwortung der Frage nach der Landverbindung erfolglos.
Zwischen 1720 und 1727 bereiste der deutsche Mediziner Daniel Gottlieb Messerschmidt (1685–1735) West- und Zentralsibirien und stellte dabei Untersuchungen zur Geografie, Mineralogie, Botanik und Zoologie an. Außerdem trug er Beobachtungen in den Bereichen Philologie, Ethnografie, Wirtschaft und Handel zusammen. Heute gilt Messerschmidts Expedition als Auftakt zur wissenschaftlichen Erforschung Sibiriens.

### Die Erste Kamtschatkaexpedition
Da Jewreinows und Luschins Expedition die Frage nach der Landverbindung zwischen Asien und Amerika nicht geklärt hatte, unterzeichnete Peter der Große 1724 den Befehl zu einer weiteren großen Expedition gen Osten.
Die Erste Kamtschatkaexpedition dauerte von 1728 bis 1730. Geleitet wurde das Unternehmen von dem dänischen Kapitän Vitus Jonassen Bering (1681–1741), der seit 1704 als Marineoffizier in der kaiserlich-russischen Flotte diente. Mit seinem an der Mündung des Kamtschatkaflusses gebauten Schiff St. Gabriel brach Bering im Jahre 1728 in nordöstlicher Richtung auf und erreichte auf einer nördlichen Breite von 67 Grad einen Punkt, an dem sich die Küste nicht weiter nach Norden erstreckte. Aufgrund der schlechten Wetterbedingungen gelang es ihm jedoch nicht, das nordamerikanische Festland zu sichten. Trotz der neuen Erkenntnisse zur Geografie der nordöstlichen Küste Sibiriens wurde der von Bering nach seiner Rückkehr angefertigte Expeditionsbericht kontrovers diskutiert. Da die Beantwortung der Frage nach der genauen Lage Nordamerikas immer noch ausstand, schlug Bering selbst eine weitere Forschungsreise vor, die „Zweite Kamtschatkaexpedition“.

## Planungen und Vorbereitungen zur Zweiten Kamtschatkaexpedition

### Die Ziele der Expedition

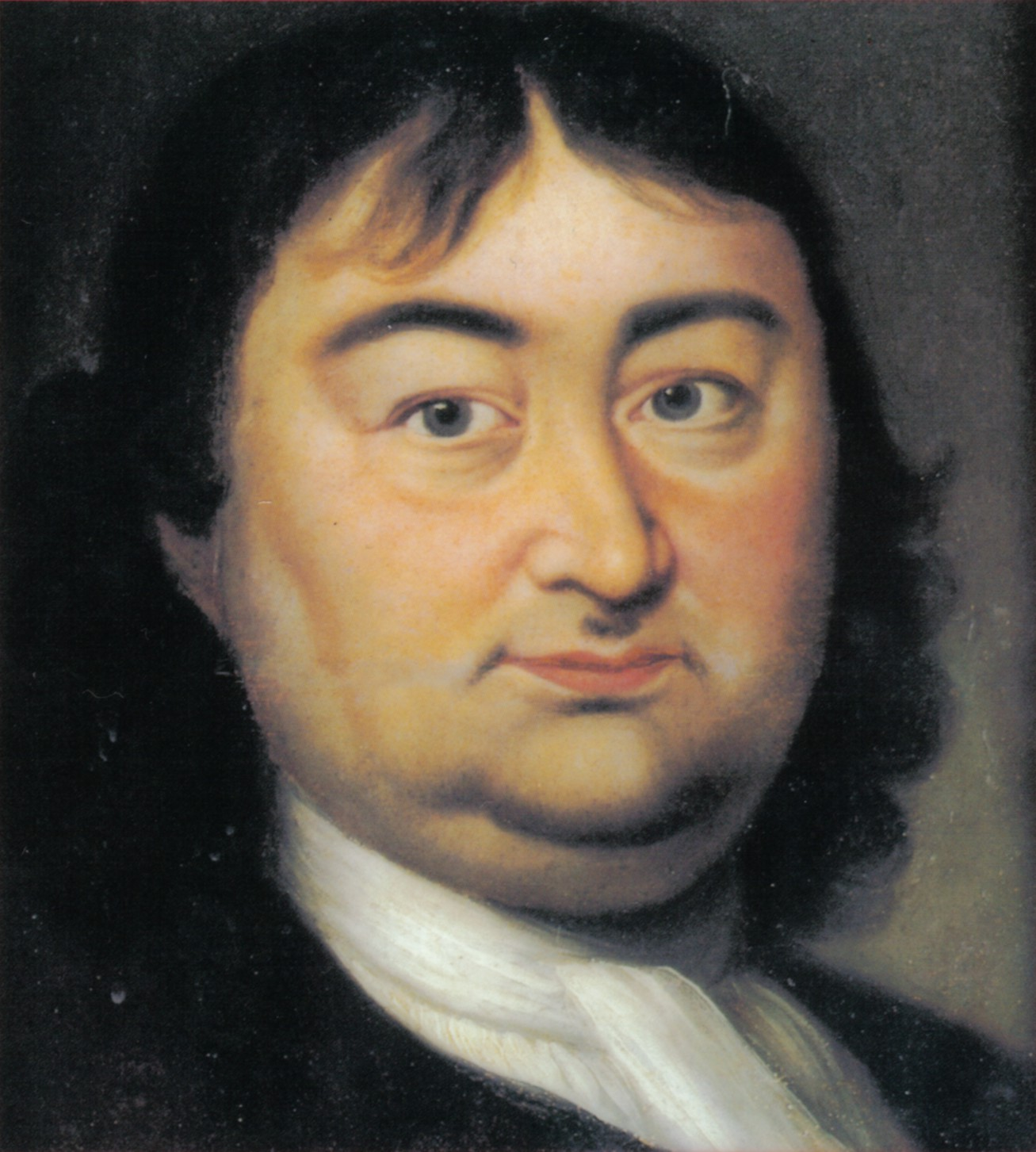
Ölgemälde eines unbekannten Meisters, entstanden Mitte des 18. Jahrhunderts. Das Bild wurde lange Zeit für ein Porträt des Entdeckers Vitus Jonassen Bering gehalten. Nach einer Exhumierung Berings im Jahr 1991 und einer anschließenden Untersuchung durch Gerichtsmediziner geht man jedoch heute davon aus, dass der dänische Schriftsteller Vitus Pedersen Bering († 1675), ein Großonkel des Entdeckers, dargestellt ist.

Im Zentrum der neuen Expeditionspläne Berings standen die Vermessung der nördlichen Küsten des russischen Reiches, der Ausbau des Hafens von Ochotsk als Zugang zum Pazifischen Ozean, die Suche von Seewegen nach Nordamerika und Japan, die Erschließung der sibirischen Bodenschätze und schließlich die Absicherung der russischen Herrschaft im östlichen Teil Asiens. Die Rahmenbedingungen für dieses gigantische Vorhaben erwiesen sich als äußerst günstig.
Die ab 1730 regierende Zarin Anna Iwanowna (1693–1740) war bestrebt, das Werk Peters des Großen fortzusetzen und die territoriale und ökonomische Expansion ihres Reiches weiter voranzutreiben. Mit dem Ukas vom 28. April 1732 erging ein Erlass der Zarin zur Aussendung einer neuen Expedition, dem am 13. und 26. Mai 1732 zwei Ukasse des russischen Senats an das Admiralitätskollegium zur Vorbereitung des Unternehmens und zur Einsetzung von Vitus Bering als dessen Leiter folgten. Ein Ukas des Senats vom 23. Juni 1732 verpflichtete die Sankt Petersburger Akademie der Wissenschaften zur Abfassung von Instruktionen für den wissenschaftlichen Teil der Reise. Ein weiterer Ukas des Senats an Bering vom 7. Januar 1733 schließlich betraf die Organisation und die Aufgaben der Expedition.
Zur Erfüllung ihrer Ziele wurde die Expedition in drei Gruppen mit jeweils einer oder mehreren Abteilungen untergliedert.

### Die nördliche Gruppe
Die Aufgabe der nördlichen Gruppe bestand in der Vermessung und kartografischen Erfassung der nördlichen Küste Russlands zwischen dem am Weißen Meer gelegenen Hafen Archangelsk und dem Fluss Anadyr in Ostsibirien. Die Erfüllung dieser Aufgabe stellte die Grundlage für die Beantwortung der Frage nach der Nordostpassage als Verbindung Europas mit dem Pazifik dar und zielte darauf ab, eine Alternative zu den teuren Landtransporten im russischen Chinahandel und eine nördliche Seeroute nach Indien zu finden.

### Die pazifische Gruppe
Die pazifische Gruppe der Expedition bestand aus zwei Abteilungen. Die erste, von Vitus Bering selbst geleitete Abteilung sollte von Ochotsk aus Kamtschatka erkunden und sich dann auf die Suche nach dem legendären „João-da-Gama-Land“ (auch „Compagnieland“) machen. Dieses war nach dem portugiesischen Seefahrer João da Gama (* um 1540; † nach 1591) benannt worden, der im Jahr 1589 behauptet hatte, nördlich von Japan Land entdeckt zu haben. Vom „João-da-Gama-Land“ aus sollte Berings Gruppe anschließend weiter nach Osten bis zur Küste Nordamerikas vordringen. Die zweite pazifische Abteilung stand unter der Leitung des dänischen Kapitäns Martin Spangberg (1696–1761), der Bering bereits auf der Ersten Kamtschatkaexpedition zur Seite gestanden hatte und die Aufgabe erhielt, von Ochotsk aus den Seeweg nach Japan und China zu erkunden.

### Die akademische Gruppe

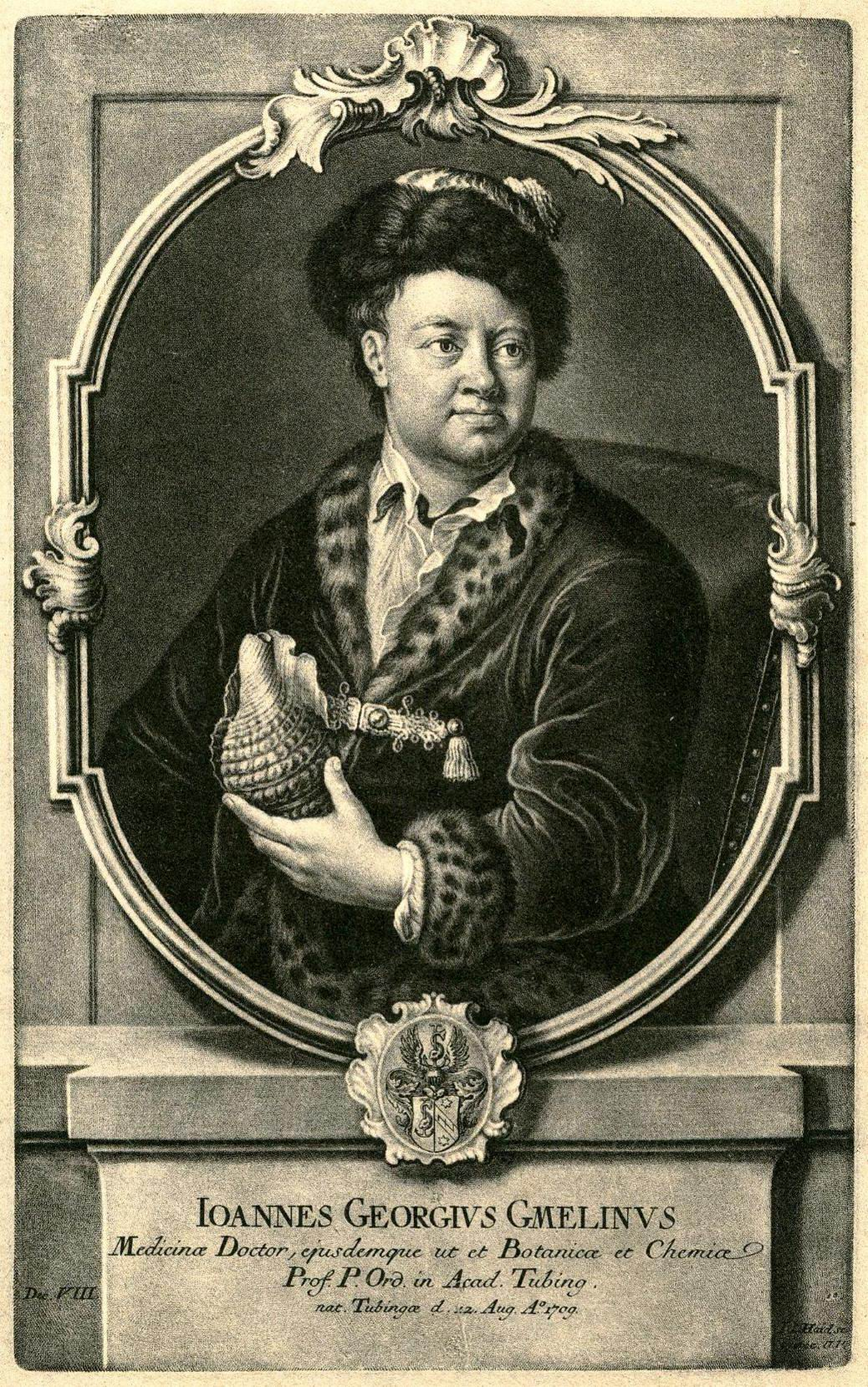
Gmelin

Die akademische Abteilung der Expedition wurde von drei Professoren der Sankt Petersburger Akademie der Wissenschaften angeführt. Zur Erforschung der Tier- und Pflanzenwelt sowie der Bodenschätze der bereisten Gebiete berief die Akademie den württembergischen Naturforscher und Botaniker Johann Georg Gmelin (1709–1755). Gmelin hatte in Tübingen studiert und war mit einer Arbeit zur chemischen Zusammensetzung eines Heilwassers promoviert worden. Auf Drängen seines ehemaligen akademischen Lehrers Georg Bernhard Bilfinger (1693–1750) folgte Gmelin diesem 1727 nach Russland. Dort erhielt er im Jahr 1731 einen Lehrstuhl für Chemie und Naturgeschichte.
Zur Durchführung ethnologischer und historischer Studien wählte die Akademie den deutschen Historiker und Geografen Gerhard Friedrich Müller (1705–1783) aus. Müller hatte in Rinteln und Leipzig studiert und war 1725 über die Vermittlung eines Studienfreundes nach Sankt Petersburg gekommen. 1730 wurde er zum außerordentlichen, ein Jahr später zum ordentlichen Professor der Geschichte der dortigen Universität und der Sankt Petersburger Akademie der Wissenschaften berufen. Aus seiner intensiven Beschäftigung mit der russischen Geschichte ging 1732 der erste Band der Sammlung rußischer Geschichte hervor. Aufgrund seines überheblichen Auftretens als Sekretär der Kanzlei geriet Müller mit anderen Akademiemitgliedern in Streit. Deshalb beruhte seine Teilnahme an der Expedition nicht allein auf dem Wunsch, auf der Reise direkten Zugang zu den geschichtlichen Quellen zu haben, sondern auch darauf, Abstand von Sankt Petersburg zu gewinnen.

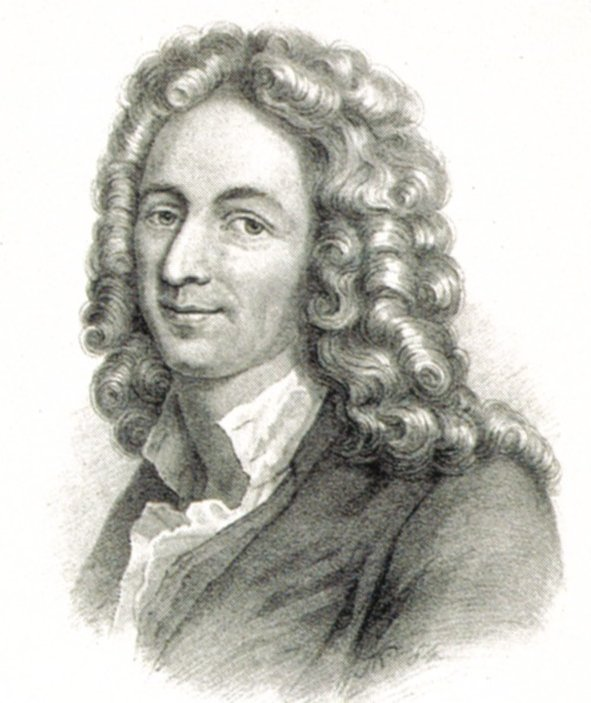
Croyère

Auf Vorschlag des noch von Peter dem Großen nach Sankt Petersburg berufenen Astronomen Joseph Nicolas Delisle (1688–1768) betraute die Akademie der Wissenschaften dessen jüngeren Bruder Louis De l’Isle de la Croyère (1690–1741) mit astronomisch-geografischen und physikalischen Messungen. Louis diente der Akademie zunächst als Adjunkt für Astronomie. 1727 berief ihn die Akademieleitung zum Professor und schickte ihn auf eine drei Jahre dauernde Vermessungsreise nach Archangelsk und zur Halbinsel Kola, so dass er bereits vor Beginn der Reise nach Sibirien Expeditionserfahrungen gesammelt hatte. Dennoch gehörte Croyère zu den umstrittensten Teilnehmern der akademischen Abteilung, weil seine Fähigkeiten später sowohl von Gmelin als auch von Müller stark angezweifelt wurden.
Die Teilnehmer der akademischen Gruppe unterstanden als einzige nicht dem Kommando Berings, sondern der Sankt Petersburger Akademie. Jeder der Professoren erhielt genaue Weisungen über das zu absolvierende Forschungsprogramm. Die Instruktionen für Croyère und die ihn begleitenden Geodäten verfasste sein Bruder Joseph Nicolas. Gmelin schrieb die Instruktionen für seine naturgeschichtlichen Forschungsarbeiten selbst. Ergänzende Anweisungen erhielt er von dem Anatomen Johann Georg Duvernois (1691–1759), der wie Georg Bernhard Bilfinger zu seinen ehemaligen akademischen Lehrern in Tübingen gehörte. Unter anderem wollte Duvernois wissen, ob die Menschen in Sibirien ihre Ohren bewegen könnten, ob ihre Gaumenzäpfchen einfach, gespalten oder dreizipfelig seien oder ob auch die sibirischen Männer Milch in den Brüsten hätten. Der Physiker Daniel Bernoulli (1700–1782) verfasste für Croyère und Gmelin Instruktionen zur Durchführung einer Reihe von physikalischen Messungen. Der Historiker Müller entwarf seinen Arbeitsplan selbst. Seine wichtigsten Ziele bestanden in der Erforschung der Geschichte aller während der Expedition bereisten Städte und der Sammlung möglichst vieler Sprachproben von sibirischen Volksgruppen, mit denen er zusammentreffen würde. Sonderinstruktionen erhielten die beiden zur akademischen Abteilung gehörenden Maler Johann Christian Berckhan (gest. 1751) und Johann Wilhelm Lürsenius (gest. nach 1770). Die Akademie wies die Forscher außerdem an, Berichte in russischer und lateinischer Sprache über den Stand und die Ergebnisse der Expedition anzufertigen. Zur Durchführung ihrer Arbeiten wurden den Teilnehmern der akademischen Abteilung zahlreiche astronomische, geodätische und physikalische Messinstrumente zur Verfügung gestellt. Der sibirische Gouverneur und die Statthalter waren gehalten, den Forschern alle erforderliche Unterstützung zukommen zu lassen.

## Die Reisen der drei Expeditionsgruppen (1733–1743)

### Die akademische Gruppe
Nachdem die beiden pazifischen Abteilungen unter Martin Spangberg und Vitus Bering Sankt Petersburg bereits im Februar und April 1733 in Richtung Osten verlassen hatten, machte sich die akademische Gruppe am 19. August 1733 auf den Weg. Neben den drei Akademiemitgliedern Gmelin, Müller und Croyère gehörten zu der akademischen Gruppe die russischen Studenten Stepan Krascheninnikow, Alexei Grolanow, Luka Iwanow, Wassili Tretjakow und Fjodor Popow, der Student und Übersetzer Ilja Jaontow (gest. 1739), die Geodäten Andrei Krassilnikow (1705–1773), Moisei Uschakow (gest. vor 1743), Nikifor Tschekin und Alexandr Iwanow (gest. 1738), der Instrumentenmacher Stepan Owsjanikow (gest. 1738) sowie die Maler Johann Christian Berckhan und Johann Wilhelm Lürsenius. Zu ihrem Schutz wurden zwölf Soldaten, ein Korporal und ein Trommler abkommandiert. Als Transportmittel zu Land dienten Pferde; auf den Flüssen wurden Lastkähne eingesetzt.
Ihre Reiseroute führte die akademische Abteilung zunächst über Nowgorod, Kasan, Jekaterinburg und Tjumen bis Tobolsk, wo sie im Februar 1734 ankamen. Im Mai trennten sich Gmelin und Müller von dem übrigen Teil der Gruppe, der unter die Leitung Croyères gestellt wurde, und reisten bis Dezember 1734 den Irtysch aufwärts über Semipalatinsk, Kusnezk nach Tomsk und weiter nach Melezk und Jenisseisk. Über Krasnojarsk und Udinsk erreichten sie im März 1735 Irkutsk. Dort ließen sie einen Teil ihres Gepäcks zurück und machten sich auf, das Gebiet um den Baikalsee zu erkunden. Sie studierten das Handelstreiben in der russisch-chinesischen Grenzstadt Kjachta in Transbaikalien und statteten den Bergwerken von Argun einen Besuch ab. Den Winter verbrachten sie wieder in Irkutsk. Müller beschäftigte sich im örtlichen Archiv mit der Durchsicht und Abschrift von Dokumenten und Gmelin studierte die im Sommer gesammelten Pflanzen.

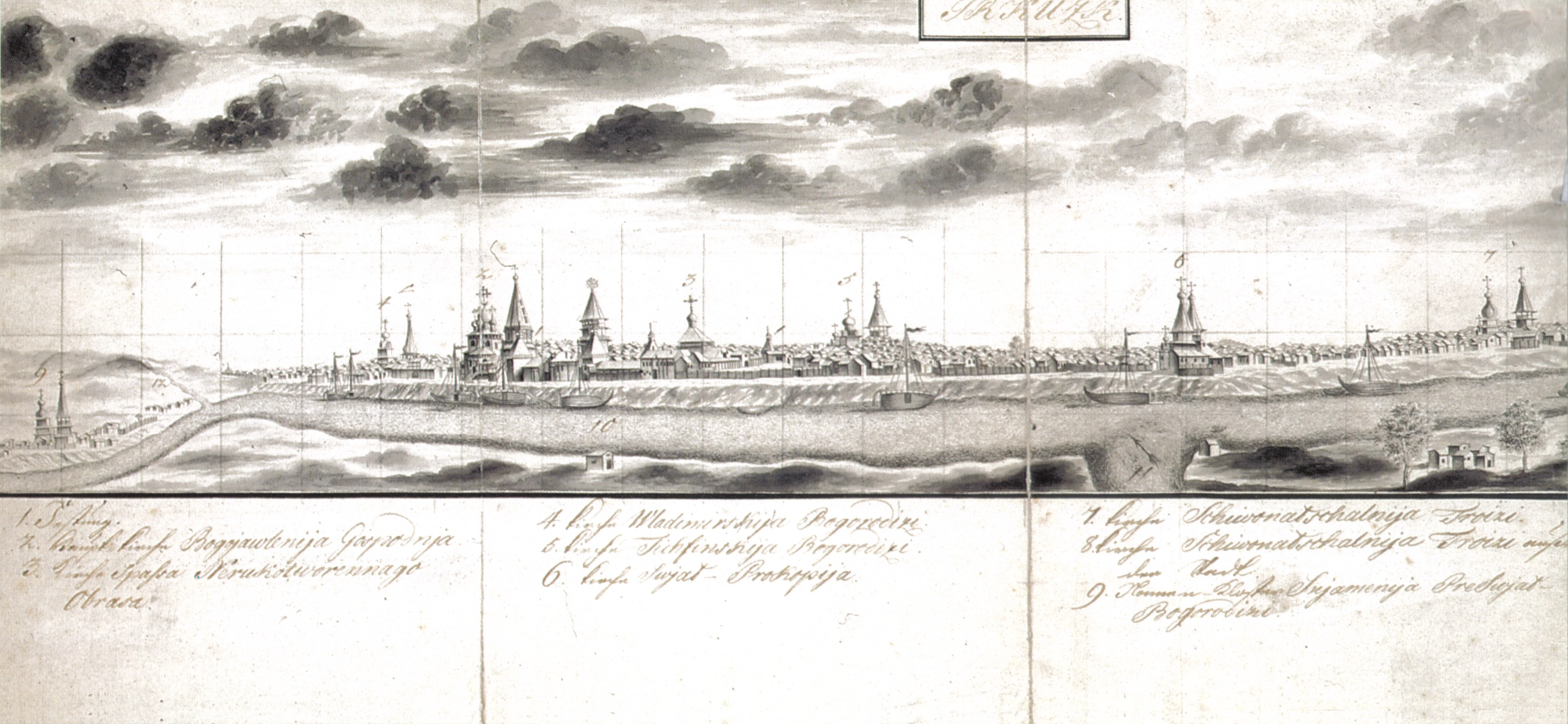
Blick auf Irkutsk. Federzeichnung aus dem Jahr 1735.

Das nächste Reiseziel war Jakutsk, wo die Teilnehmer der akademischen Abteilung mit Bering zusammentreffen und gemeinsam nach Kamtschatka weiterreisen sollten. Nach ihrer Abreise aus Irkutsk reisten die beiden Gelehrten zunächst den vereisten Fluss Angara entlang bis Ilimsk, wo sie das Osterfest feierten. Als die Lena im Mai eisfrei war, setzten sie ihre Reise mit Booten stromabwärts fort und erreichten Jakutsk im September 1736. Hier waren inzwischen auch fast alle Mitglieder der beiden pazifischen Abteilungen versammelt und so hatten Gmelin und Müller große Probleme, überhaupt eine Unterbringung zu finden. Zu allem Unglück brach am 19. November 1736 in Gmelins Unterkunft Feuer aus. In seinen später verfassten Reiseerinnerungen beschrieb er die nächtliche Situation:

„Um neun Uhr hörte man Sturm läuten, und es hieße, daß Feuer ausgekommen wäre; bald darauf wurde gesagt, es brennte das Haus, darin ich wohnte. Wir eilten alle dahin; aber alle Hülfe war vergeblich […] Wer konnte bestürzter seyn als ich? da ich mich auf einmahl aller Hülfsmittel zu künftigen Wahrnehmungen, vornehmlich der Bücher und Instrumenten, aller meiner vorher verfertigten Aufsätze auf einmal beraubet sahe“

Aus dem ausgebrannten Haus ließen sich nur einige Bücher sowie Gmelins Barschaft retten; zum Teil waren die Münzen durch die Hitze geschmolzen. Der Verlust der botanischen Schriften traf Gmelin besonders hart. Sofort nach dem Brand setzte er ein Schreiben an den Senat in Sankt Petersburg auf und bat um Ersatz für die verlorenen Bücher und wissenschaftlichen Instrumente.
Ihren Instruktionen zufolge sollten die Mitglieder der akademischen Gruppe von Jakutsk aus direkt nach Kamtschatka aufbrechen. Als sie jedoch von Bering erfuhren, dass der auf Kamtschatka benötigte Proviant dort noch nicht eingetroffen war, entschieden sie, zunächst den Studenten Stepan Krascheninnikow vorauszuschicken. Dieser erhielt den Auftrag, in Bolscherezk als dem südlichsten Ort der Halbinsel für geeignete Quartiere zu sorgen und dann einen botanischen Garten mit einheimischen Wildkräutern anzulegen, um Gmelins spätere Arbeit zu erleichtern. Für die Erforschung Kamtschatkas trugen Gmelin und Müller dem Studenten ein umfangreiches Arbeitsprogramm auf. Krascheninnikow sollte

„… einen Anfang mit den Wahrnehmungen des Wetters machen, die Ebbe und Fluth des Kamtschatkischen Meeres fleißig aufzeichnen, den feuerspeyenden Berg und die warmen Länder, Fische, vierfüßige und beydes, im Wasser und auf dem Lande lebende Tiere, Vögel, auch alles, was die See auswirft, fleißig sammlen und beschreiben und alle Nachrichten, die von Kamtschadalen, Korjaken und Kurilen zu bekommen wären, sowohl in Ansehung ihrer Lebensart, Kleidung, Götzendienstes, Sitten und Gebräuchen, Handels und Wandels, als auch ihrer Erzählungen von der Abkunft, durch sichere Kundschaften zusammen bringen und auf das genaueste beschreiben.“

Schließlich, so begründete Gmelin die Entscheidung in seinem Reisebericht, sei schon genügend Zeit verflossen und weder Müller noch er hätten sonderliche Lust, „ewige Bürger von Sibirien zu werden“.

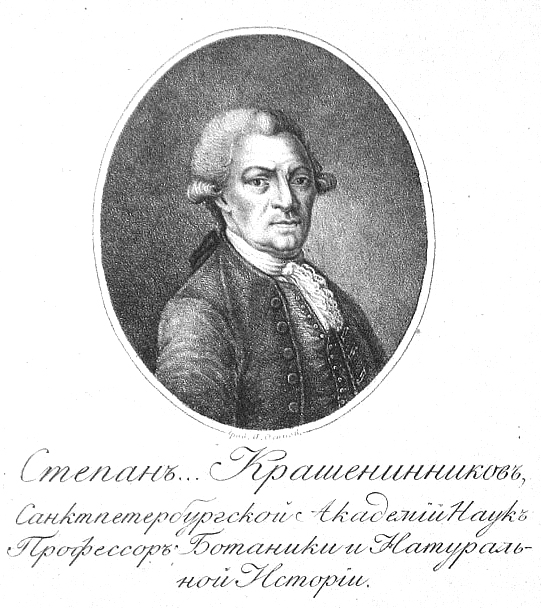
Stepan Petrowitsch Krascheninnikow wurde nach dem Ende der Expedition Professor an der russischen Akademie der Wissenschaften und veröffentlichte 1755 sein Werk Описание земли Камчатки (Beschreibung des Landes Kamtschatka).

Am 20. Juli 1737 reiste Krascheninnikow zusammen mit den Expeditionsteilnehmern der pazifischen Abteilung unter der Führung von Vitus Bering nach Ochotsk ab. Auf der anschließenden Schiffsreise über das Ochotskische Meer entging Krascheninnikow beim Untergang des Schiffes Fortuna nur knapp dem Tod und verlor seine Vorräte und sein Reisegepäck. Notdürftig richtete er sich in Bolscherezk, dem an der Westküste der Halbinsel gelegenen damaligen Handelszentrum Kamtschatkas, ein und erforschte während der nächsten knapp vier Jahre auf insgesamt fünf Routen die Tier- und Pflanzenwelt der Halbinsel, zeichnete Karten und stellte eine Vielzahl wissenschaftlicher Untersuchungen an. Anfang Oktober 1740 kam der Arzt und Naturforscher Georg Wilhelm Steller (1709–1746) auf Kamtschatka an. Steller hatte nach seinem Studium zunächst als Lehrer am Waisenhaus August Hermann Franckes (den heutigen Franckeschen Stiftungen) in Halle gearbeitet. Ohne Aussicht auf eine akademische Karriere in Preußen und angelockt von Nachrichten über die Zweite Kamtschatkaexpedition war er in russische Dienste getreten und im November 1734 in Sankt Petersburg angekommen. Nachdem Anfang 1735 eine Erweiterung des wissenschaftlichen Stabes der Expedition beschlossen worden war, reiste er der akademischen Abteilung hinterher, um als Assistent Gmelins botanische Studien durchzuführen. Anfang 1739 traf er im sibirischen Jenisseisk auf Gmelin und Müller. Diese hatten inzwischen entschieden, nicht selber nach Kamtschatka zu reisen, und schickten an ihrer statt Steller auf die Reise nach Osten. Als dieser am 2. Oktober 1740 schließlich in Bolscherezk eintraf, informierte er sich zunächst auf der Grundlage eines ausführlichen schriftlichen Berichtes Krascheninnikows über dessen bisherige Arbeit. Da im hereinbrechenden Winter kaum botanische Arbeiten durchzuführen waren, unternahm Steller gemeinsam mit Krascheninnikow einen Abstecher in eine nahe gelegene Siedlung der einheimischen Itelmenen, bevor er Anfang 1741 mit Hundeschlitten zu einer fast zwei Monate dauernden Reise durch den Süden der Halbinsel aufbrach. Nach seiner Rückkehr erreichte ihn ein Schreiben Berings, in dem er aufgefordert wurde, diesen als Arzt auf der Seeexpedition nach Nordamerika zu begleiten. Im Jahr 1742 erhielt auch Krascheninnikow den Befehl, Kamtschatka zu verlassen, traf dann in Sibirien mit Gmelin und Müller zusammen und kehrte gemeinsam mit beiden 1743 nach Sankt Petersburg zurück.

### Die nördliche Gruppe
Die nördliche Gruppe stand vor der Aufgabe, die gesamte Küste zwischen Archangelsk und der heutigen Beringstraße zu vermessen und kartografisch zu erfassen. Grundlage hierfür war die seit dem 16. Jahrhundert diskutierte Idee von der Existenz einer Nordostpassage und damit einer nördlichen Seehandelsverbindung zwischen Europa und China. Eine solche Route durch das Nordpolarmeer wäre für den russisch-chinesischen Handel erheblich kostengünstiger gewesen als die aufwändigen Landtransporte durch Zentralasien. Peter I. hatte die Idee einer Suche nach der Nordostpassage während seiner Regentschaft aufgegriffen und seinen Berater Fjodor Saltykow (gest. 1715) mit der Entwicklung detaillierter Pläne für die Erkundung der nördlichen Küsten des Zarenreichs beauftragt. Die von Saltykow in den Jahren 1713 und 1714 entwickelten Vorschläge wurden zur Grundlage des Expeditionsplanes für die nördliche Gruppe der Großen Nordischen Expedition. Dieser sah vor, im Landesinneren am Ob und an der Lena Schiffe zu bauen, die dann bis zu den jeweiligen Flussmündungen segeln und von dort aus die Küste erkunden sollten. Ein in Tobolsk am Ob gebautes Schiff sollte von der Mündung aus nach Osten segeln und mit einem an der Lena gebauten Schiff zusammentreffen, das seinerseits nach Westen segeln sollte. Ein drittes, ebenfalls an der Lena gebautes Schiff erhielt den Auftrag, ostwärts bis nach Kamtschatka zu fahren. Zur Versorgung und besseren Orientierung der einzelnen Gruppen war die Errichtung von Magazinen und Signaltürmen entlang der Küstenlinie vorgesehen.

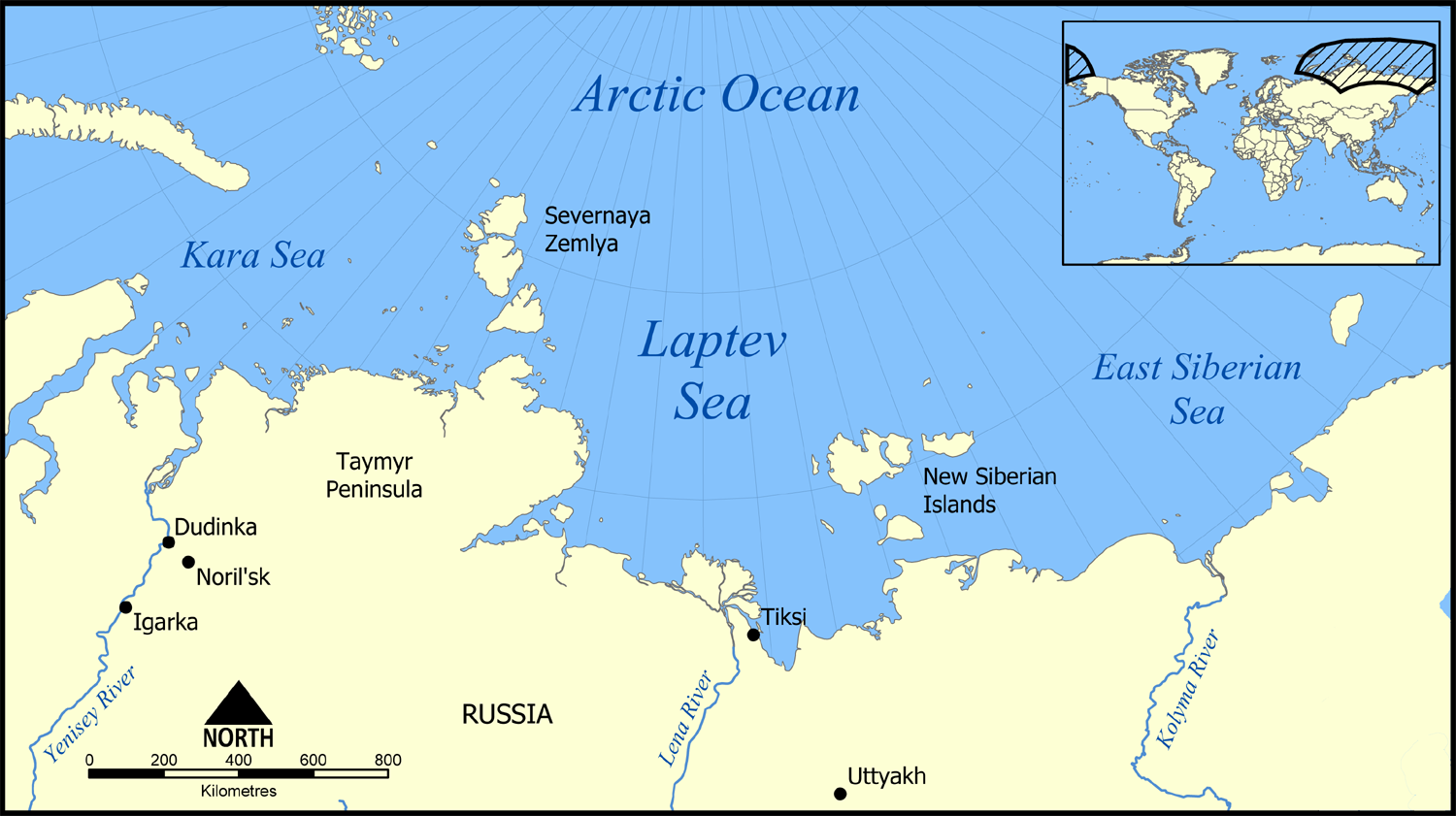
Zwischen Karasee und Laptewsee liegt die Halbinsel Taimyr, deren nördlichsten Punkt der Russe Semjon Tscheljuskin im Frühjahr 1742 erreichte.

Die Erfüllung ihrer Aufgaben stellte sich für die Expeditionsteilnehmer der nördlichen Gruppe schon bald als schwierig und verlustreich heraus. Allein vier Anläufe brauchte Dmitri Owzyn, bis er nach der 1734 erfolgten Fertigstellung seines Schiffes in Tobolsk schließlich im Jahr 1737 aus westlicher Richtung kommend mit dem Steuermann Iwan Koschelew die Mündung des Jenissei erreichte. Einer von Leutnant Wassili Prontschischtschew (1702–1736) geführten Gruppe gelang es erst im zweiten Anlauf, die Halbinsel Taimyr zwischen Laptewsee und Karasee aus östlicher Richtung kommend zu umfahren. Sowohl Prontschischtschew als auch seine ihn begleitende Frau und ein Großteil der Mannschaft verloren bei diesem Unternehmen ihr Leben. Drei Jahre später unternahm Kapitän Chariton Laptew einen neuen Versuch, die Taimyrhalbinsel von Osten aus zu umrunden. Zunächst erreichte er zusammen mit seiner Mannschaft den Chatangagolf, wo sie einfache Unterkünfte und Proviant zum Überwintern vorfanden. Als sie im nächsten Jahr wieder aufbrachen, wurde ihr Schiff jedoch vom Packeis eingeschlossen und zerdrückt. Nachdem Laptew zunächst eine von seinem Steuermann Semjon Tscheljuskin (um 1700–nach 1760) angeführte Gruppe zu Fuß zur Erkundung der Insel losgeschickt hatte, brach er im April 1741 selber in Begleitung eines Matrosen und eines jakutischen Führers auf. Während der nächsten Monate durchquerten Tscheljuskin und Laptew die Taimyrhalbinsel und vermaßen deren Küste. Tscheljuskin erreichte dabei im Frühjahr 1742 deren nördlichsten Punkt, das später nach ihm benannte Kap Tscheljuskin. In ihren an das Sankt Petersburger Admiralitätskollegium gerichteten Berichten stimmten später beide darin überein, dass die Seeroute um die Halbinsel aufgrund des Packeises nicht für den Schiffsverkehr geeignet sei.
Das dritte Schiff unter der Führung von Leutnant Peter Lassenius (auch Lassinius, gest. 1735) sollte 1735 von der Lena aus ostwärts aufbrechen. Allerdings blieben Lassenius und seine Besatzung schon im Mündungsgebiet der Lena im Eis stecken und versuchten zu überwintern. Beim Eintreffen einer Hilfsexpedition im Frühjahr 1736 waren 42 der ursprünglichen 52 Expeditionsteilnehmer bereits gestorben, unter ihnen auch Lassenius. Daraufhin entsandte Bering eine neue Gruppe unter dem Kommando von Dmitri Laptew (gest. nach 1762), einem Cousin Chariton Laptews, an die nördliche Küste Sibiriens. In östlicher Richtung vorstoßend erreichte Dmitri Laptew im Sommer 1739 den Fluss Indigirka, bevor sein Schiff vom Eis eingeschlossen wurde. Nach einer Überwinterung ließ Laptew kleinere Boote bauen, um im Eis besser manövrieren zu können, und gelangte auf diese Weise 1740 bis zur Mündung des Flusses Kolyma. Nachdem er erneut im Eis überwintern musste, entschied Laptew sich schließlich, auf dem Landweg bis zur Mündung des Anadyr am südlichen Rand der Tschuktschenhalbinsel weiterzureisen. Im Ergebnis stand damit fest, dass die schwierigen klimatischen Bedingungen eine wirtschaftliche Nutzung der Nordostpassage nicht zuließen. Dennoch gelang den Teilnehmern der nördlichen Gruppe die bis auf die Halbinsel Kola und die Tschuktschenhalbinsel vollständige kartografische Erfassung der nördlichen Küsten Sibiriens. Die erste Bewältigung der Nordostpassage in westöstlicher Richtung gelang dagegen erst am Ende des 19. Jahrhunderts, als der schwedische Polarforscher Adolf Erik Nordenskiöld mit seinem Dampfer Vega 1878/79 durch das nördliche Eismeer bis zur Beringstraße vorstieß.
Zur nördlichen Gruppe gehörte neben Dmitri Owzyns Ob-Jenissei-Kommando, Wassili Prontschischtschews Lena-Jenissei-Kommando und Peter Lassenius' Lena-Kolyma-Kommando noch das Dwina-Ob-Kommando unter Stepan Murawjow. Dieses Iommando nun unter der Führung Stepan Malygins gelangte mit Alexei Skuratow durch das Weiße Meer, die Barentssee, die Jugorstraße in die Karasee und an der Jamal-Halbinsel vorbei zur Ob-Mündung. Malygin, Skuratow und der Steuermann Andrei Welikopolski erstellten die erste Dokumentation und Karte der Küste des Arktischen Ozeans von der Petschora bis zum Ob.

### Die pazifische Gruppe

#### Die Japanreisen Spangbergs

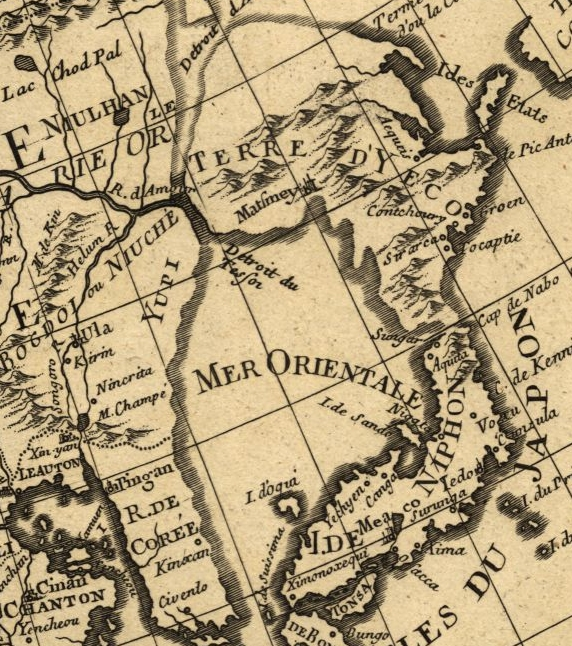
Ausschnitt aus der 1700 entstandenen Karte L’Asie von Guillaume Delisle (1675–1726), dem älteren Bruder des Expeditionsteilnehmers Louis De l’Isle de la Croyère. Östlich der Mündung des Flusses Amur hat Delisle das legendäre Land Jesso („Terre d’Yeco“) eingezeichnet, das im Süden direkt an Japan anschließt. Delisles Unsicherheit über die genaue Lage Jessos zeigte sich unter anderem darin, dass er es auf anderen Karten mit Kamtschatka gleichsetzte (siehe dazu die weiter unten befindliche Karte aus dem Jahr 1723).

Die erste pazifische Abteilung unter der Leitung des dänischen Kapitäns Martin Spangberg (1696–1761; auch: Spanberg) war damit beauftragt worden, den Seeweg nach Japan zu erkunden und damit einen direkten Handelskontakt zwischen Japan und dem russischen Kaiserreich zu ermöglichen. Spangberg stand seit 1720 im Dienst der russischen Marine und hatte Vitus Bering bereits zwischen 1728 und 1730 auf der Ersten Kamtschatkaexpedition begleitet. Im Jahr 1732 wurde er als Teilnehmer der Zweiten Kamtschatkaexpedition bestimmt. Neben der Erkundung einer Seeroute von Kamtschatka zur Mündung des Amur und weiter nach Japan bestand seine Aufgabe in der Suche nach dem Land „Jesso“ (auch „Jedso“ oder „Jeso“), von dem angenommen wurde, dass es womöglich mit Japan verbunden sei.
Nach seiner Ankunft in Ochotsk ließ Spangberg dort zwischen 1734 und 1737 zwei Schiffe bauen. Im Juni 1738 liefen die Brigantine Erzengel Michail unter dem Kommando Spangbergs und die Doppelschaluppe Nadeshda (russ. für „Hoffnung“) unter Leutnant William Walton gemeinsam mit der noch von der Ersten Kamtschatkaexpedition stammenden St. Gabriel unter Alexander Scheltinga mit südlichem Kurs aus dem Hafen von Ochotsk aus. Von der Nadeshda und der St. Gabriel musste Spangberg sich aufgrund von Schäden schon bald trennen und so erreichte er allein mit der Erzengel Michail die zur Südgruppe der Kurilen gehörende Insel Urup, bevor er sich aufgrund ungünstiger Wetterbedingungen zur Rückreise entschied. Dabei bestimmte er die geografische Lage von 31 weiteren Kurileninseln, bis er wieder auf Kamtschatka eintraf, wo er überwinterte.
Nach dem Bau eines neuen Schiffes und der Reparatur der übrigen unternahm Spangberg im Mai 1739 einen erneuten Anlauf. Dabei geriet er in einen Sturm, der die Schiffe trennte. Unabhängig voneinander erreichten Walton und Spangberg im Juni die japanische Insel Honshū. Dabei kam es vor der Insel Aji an der Oshika-Halbinsel im damaligen Fürstentum von Sendai, sowie getrennt davon in Amazu auf der Bōsō-Halbinsel, zu ersten Kontakten mit japanischen Fischern und später auch zum Austausch von Handelsgütern und Geschenken. Nach weiteren Erkundungsfahrten kehrten alle Teilnehmer der pazifischen Abteilung unter Spangberg Ende August 1739 über Kamtschatka nach Ochotsk zurück. Da Spangberg seine Aufgabe der Erkundung und kartografischen Erfassung des Seeweges nach Japan erfolgreich gelöst hatte, schickte Bering ihn in Begleitung von Walton zur Berichterstattung nach Sankt Petersburg zurück. Eine umfassende Schilderung dieser Japankontakte findet sich in Band drei der Sammlung rußischer Geschichte von Gerhard Friedrich Müller, deren Vorlage offenbar Spangbergs Tagebuch war.
In Sankt Petersburg wurden Spangbergs Ergebnisse jedoch angezweifelt, und so machte er sich im Mai 1742 mit vier Schiffen erneut nach Japan auf. Im Rahmen dieser Reise erreichte Alexander Scheltinga die Ostküste der Insel Sachalin, die er für das legendäre „Jesso“ hielt. Spangberg selbst musste erfolglos umkehren und reiste im August 1745 ohne offiziellen Befehl nach Sankt Petersburg zurück, weshalb er degradiert und bis Ende 1747 unter Arrest gestellt wurde.

#### Die Amerikareisen Berings und Tschirikows
Acht Jahre nach Beginn der Expedition konnte Bering eines der wichtigsten Ziele des Unternehmens, die Erkundung des Seeweges nach Nordamerika, in Angriff nehmen. Unter der Leitung des russischen Schiffbaumeisters Adrei Kusmin (gest. 1744) war im Jahr 1737 in der Nähe des Flusses Ochota am Ochotskischen Meer mit dem Bau von zwei Paketbooten begonnen worden. Der Bau der beiden Schiffe ging nur langsam voran, weil Baumaterialien ausblieben und schwierige Witterungsbedingungen die Arbeiten verzögerten. Im Sommer 1739 kam das Segeltuch auf 40 Pferden in Ochotsk an und Anfang November 1739 waren die Zimmermannsarbeiten beendet. Im Juni 1740 wurden die beiden Paketboote zu Wasser gelassen und auf die Namen der beiden Apostel Peter und Paul getauft. Am 15. September 1740 liefen die beiden Schiffe aus Ochotsk aus und segelten nach Bolscherezk auf Kamtschatka, wo die Besatzungen überwinterten.

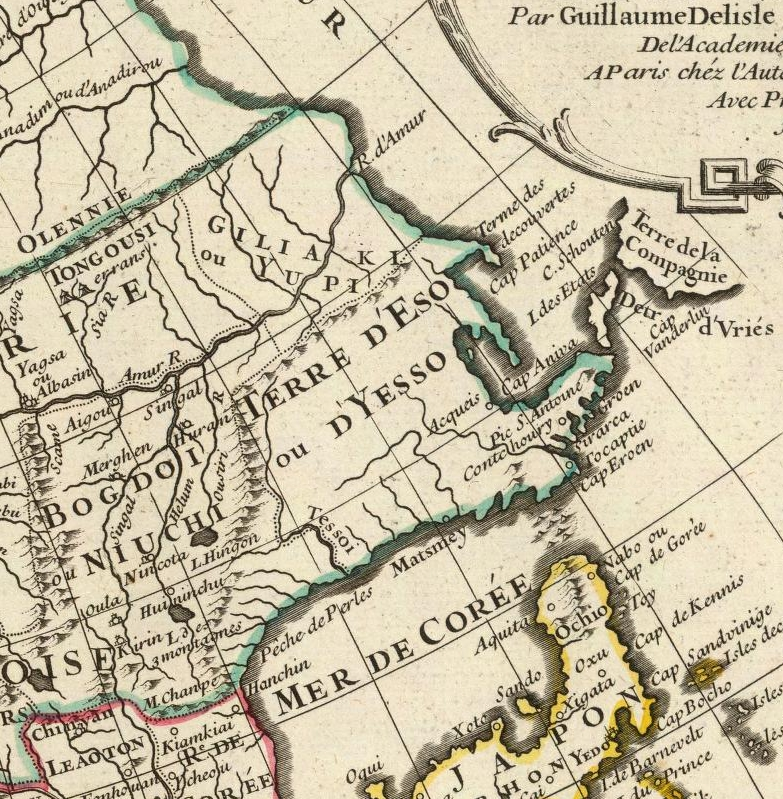
Guillaume Delisle vermutete das legendäre „João-da-Gama-Land“ oder „Compagnieland“ von der Mündung des Flusses Amur aus in südöstlicher Richtung (in der Karte rechts oben unter der Titelkartusche als „Terre de la Compagnie“ eingezeichnet). Ausschnitt aus dem Atlasblatt Carte d’Asie aus dem Jahr 1723.

Am 15. Juni 1741 stachen das Flaggschiff St. Peter unter dem Kommando von Vitus Bering und die St. Paul unter dem Befehl von Alexei Tschirikow mit dem Steuermann Iwan Jelagin von Petropawlowsk aus in See und nahmen Kurs Ost-Südost, um das legendäre „João-da-Gama-Land“ (auch „Compagnieland“) zu suchen. Louis De l’Isle de la Croyère hatte Berings Offizieren auf einem 1741 abgehaltenen Vorbereitungstreffen eine Karte seines Bruders präsentiert, in der die Lage dieses legendären Landes eingezeichnet war. Tatsächlich war mit dem „João-da-Gama-Land“ aber wohl die Inselgruppe der Kurilen gemeint und so segelten Bering und Tschirikow bis 23. Juni ohne Aussicht auf Erfolg südwärts. Nachdem man schließlich beschlossen hatte, den Kurs auf Nord-Nordost zu ändern, trennte ein Sturm die beiden Schiffe.
Am 26. Juli sichtete die Mannschaft der St. Peter auf 58° 14′ nördlicher Breite Land – es war Alaska. Der Bering zugeteilte Naturforscher Georg Wilhelm Steller schrieb dazu in der Rückschau:

„Nicht weniges Vergnügen hatte man nunmehr, da wir unterm Lande waren, und die mit sich streitenden Affekten der hohen Einbildung von sich und künftigen Belohnungen und die pathetischen Reden anzuhören. Einige wollten sogleich dem Lande sich nähern und Hafen aufsuchen. Andere stellten dieses sehr gefährlich vor. Aber ein jeder handelte für sich, und niemand stellte dem Herrn Kapitän-Kommandeur etwas vor. Die Beratschlagungen und Kommission, so man am Lande sonst wegen Kleinigkeiten gepflogen, wurden hier in dem wichtigsten Geschäfte und dem Hauptpunkt der zehn Jahre gedauerten kamtschatkischen Expedition nunmehr unterlassen, und man sah nichts Gemeinschaftliches und Einiges unter uns, als daß wir in einem Fahrzeug zusammen eingeschlossen waren.“

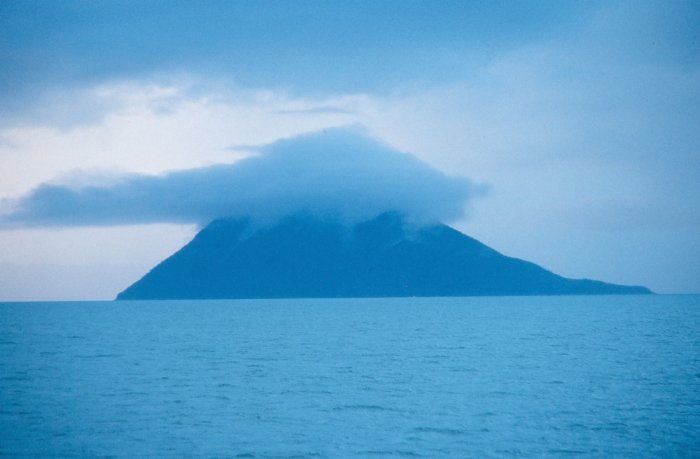
Kap St. Elias auf Kayak Island

Am 30. Juli, dem nach dem biblischen Propheten Elija benannten Eliastag, ankerte die St. Peter vor einer der Küste vorgelagerten Insel, heute Kayak Island. In der irrigen Annahme, eine Landspitze erreicht zu haben, wurde der Landeplatz „Kap St. Elias“ getauft. Während die Mannschaft die Wasservorräte der St. Peter auffüllte, wurde Steller in Begleitung des Kosaken Foma Lepichin an Land abgesetzt. Er stieß zunächst auf eine verlassene Feuerstelle und Reste einer Mahlzeit und entdeckte dann einen Vorratskeller, in dem er mit geräuchertem Fisch gefüllte Vorratsbehälter aus Baumrinde, Riemen aus Pflanzenfasern, Pfeile sowie verschiedene Gräser und Kräuter fand. Bei seiner weiteren Erkundung der Insel sah er Rauch aufsteigen, Menschen begegnete er allerdings nicht. Anschließend sammelte Steller Pflanzen. Ein Diademhäher, den sein Begleiter erlegt hatte und den Steller bereits in einem Buch über die nordamerikanische Tier- und Pflanzenwelt gesehen zu haben meinte, überzeugte ihn schließlich, wirklich in Nordamerika gelandet zu sein. Doch Kapitän Bering, der eine Wetterverschlechterung befürchtete und schon allzu viel Zeit bei der Suche nach dem „Joao-da-Gama-Land“ verloren hatte, drängte schon nach kurzer Zeit wieder zum Aufbruch. Verbittert notierte Steller später in seinem Reisebericht:

„Die Zeit, welche hier zu Untersuchungen angewendet ward, hatte mit den Zurüstungen ein arithmetisches Verhältnis; zehn Jahre währte die Vorbereitung zu diesem großen Endzweck, zehn Stunden wurden der Sache selbst gewidmet.“

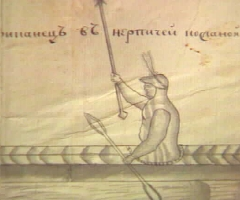
Sven Larsson Waxell, erster Offizier auf der St. Peter, hielt die erste Begegnung mit den Ureinwohnern Alaskas in einer Zeichnung fest. Das Bild zeigt einen Unangan mit federgeschmückter Kopfbedeckung in einem Kajak.

Am Morgen des 31. Juli verließ die St. Peter die Insel wieder und segelte zwei Wochen lang an der Küste Alaskas entlang. Inzwischen war auf dem Schiff die Mangelkrankheit Skorbut ausgebrochen. Am 9. und 10. September ließ Bering vor einer kleinen Inselgruppe ankern, um die Wasservorräte aufzufüllen. Dort wurde der erste an Skorbut gestorbene Matrose Nikita Schumagin bestattet. Nach ihm wird die Inselgruppe noch heute als Shumagin Islands bezeichnet. Hier kam es am 14. September 1741 auch zu einer ersten Begegnung mit den Ureinwohnern, den Alëuten oder Unangan.
Auf der Rückfahrt geriet die St. Peter in schlechtes Wetter und heftige Stürme. Ein Großteil der Mannschaft sowie Kapitän Bering selbst waren schwer an Skorbut erkrankt. Darüber hinaus wurden die Wasservorräte knapp. Am 15. November 1741 kam Land in Sicht. Steller schrieb:

„Wie groß und ausnehmend die Freude bei allen über diesen Anblick gewesen, ist nicht zu beschreiben. Die Halbtoten krochen hervor, um solches zu sehen, und jedermann dankte Gott herzlich für diese große Gnade.“

Als am 16. November zwei Ankerseile rissen und das Schiff auf ein Riff auflief, war die Entscheidung gefallen, an der Küste zu überwintern. Anstatt jedoch auf Kamtschatka, wie zunächst angenommen, war die Besatzung der St. Peter auf einer Insel mehr als 500 Kilometer östlich des Festlandes gelandet. Obwohl es auf der von Polarfüchsen, Seeottern und Rebhühnern bevölkerten Insel ausreichend Nahrung gab, verstarben einige der erkrankten Expeditionsteilnehmer, unter ihnen auch Vitus Bering, aus nicht geklärter Ursache; jüngere Untersuchungen haben ergeben, dass Skorbut zumindest bei Bering vermutlich nicht der unmittelbare Grund gewesen sein kann. Einen Tag nach seinem Tod, am 20. Dezember 1741, wurde er auf der später nach ihm benannten Beringinsel bestattet. Mit Frühlingsbeginn verbesserte sich die Lage der Gestrandeten, die den Winter in Erdhütten überstanden hatten. Steller ließ der Nahrung vitaminreiche Kräuter hinzufügen und so erholten sich die Skorbutkranken wieder. Aus den Resten der St. Peter wurde ein neues Boot gezimmert und Steller untersuchte in der Zwischenzeit die Tier- und Pflanzenwelt der Insel. Nach dem Aufbruch in Richtung Kamtschatka am 24. August 1742 erreichte er gemeinsam mit 45 überlebenden Besatzungsmitgliedern und seinen Beschreibungen der später nach ihm benannten Stellerschen Seekuh im Gepäck nach dreizehntägiger Seereise den Hafen von Petropawlowsk.
Tschirikow war nach der Trennung der beiden Schiffe mit der St. Paul in Richtung Nordost weitergesegelt. Er erreichte Nordamerika am 25. Juli 1741 und damit einen Tag vor Bering. Am 27. Juli versuchte er in der Nähe von Chichagof Island ein Beiboot mit dem Steuermann Awram M. Dementjew und zehn Mann der Besatzung zu einer Erkundung an Land zu schicken. Als die Männer nach sechs Tagen noch nicht zurückgekehrt waren, entsandte Tschirikow seinen Bootsmann Sidor Saweljew mit drei weiteren Besatzungsmitgliedern in dem zweiten Beiboot an Land. Doch auch diese kehrten nicht zurück. Am darauffolgenden Tag kam es zu einem Kontakt mit einigen Ureinwohnern, die sich der St. Paul mit Kajaks näherten. Da Tschirikow über kein weiteres Beiboot verfügte, mit dem er das Schicksal seiner verschwundenen Besatzungsmitglieder hätte aufklären können, entschied er sich am 5. August zum Aufbruch. Das Schicksal der 15 Männer blieb bis heute im Dunkeln.
Auch die Rückreise von Tschirikows Gruppe geriet zu einem Überlebenskampf. Die frischen Nahrungsmittel gingen zur Neige und die Wasservorräte waren aufgebraucht. Am 19. September gelang es den Männern, bei einer weiteren Begegnung mit einigen Unangan vor der Insel Adak Trinkwasser gegen Messer einzutauschen. Im Verlauf der weiteren Reise blieb ihnen jedoch nichts anderes als Regenwasser. Tschirikow selbst erkrankte so stark an Skorbut, dass er nicht mehr auf Deck gehen konnte und das Kommando an seinen Steuermann Iwan Jelagin (gest. 1766) abgeben musste. Unter Jelagins Führung erreichte die St. Paul im Oktober 1741 schließlich ihren Zielhafen Petropawlowsk auf Kamtschatka. Von den ursprünglich 75 Mann kamen nur noch 51 zurück; alle Offiziere bis auf Tschirikow und Jelagin waren unterwegs gestorben. Am 21. Oktober 1741, dem Tag ihrer Ankunft auf Kamtschatka, starb auch der Astronom Louis De l’Isle de la Croyère an den Folgen seiner Skorbuterkrankung.
Eine im nächsten Jahr unternommene Fahrt blieb weitestgehend erfolglos. Tschirikow, der nach Berings Tod als Expeditionsleiter nachgerückt war, begab sich über Ochotsk nach Jakutsk, um dort weitere Anweisungen aus Sankt Petersburg abzuwarten. Auf seinen Vorschlag, eine weitere Fahrt nach Nordamerika zu unternehmen, ging das Admiralitätskollegium jedoch nicht ein. Im September 1743 wurde die Zweite Kamtschatkaexpedition offiziell für beendet erklärt.

## Die Ergebnisse und ihre Rezeption durch das gelehrte Europa

### Überblick
Bezüglich des Gesamtbildes der Expeditionsergebnisse zieht Folkwart Wendland das folgende Fazit: „Die Ergebnisse der Großen Nordischen Expedition waren grandios und beeindrucken uns auch heute noch wegen ihrer Komplexität, der Einsatzbereitschaft und des Mutes der vielen bekannten und unbekannten Expeditionsteilnehmer und Helfer“, räumt jedoch gleichzeitig ein, dass „auf Grund der im einzelnen ungenügenden Vorbereitung, Durchführung und inkonsequenten Leitung, gerade der pazifischen Gruppe Berings, große Fehler gemacht wurden, die viele Menschen unnötigerweise das Leben kosteten“.
Im Gegensatz zu der raschen Veröffentlichung der neu erworbenen geographischen Kenntnisse erstreckte sich die Publikation der übrigen Expeditionsergebnisse über einen längeren Zeitraum und war von zahlreichen Hindernissen geprägt. Folkwart Wendland, der die Informationsverbreitung anhand mehrerer Beispiele nachgezeichnet hat, führt dies sowohl auf den „zeitweise desolaten Zustand der Petersburger Akademie“ als auch auf die restriktive Informationspolitik der russischen Regierung zurück. Diese hatte allen Expeditionsteilnehmern ein strenges Veröffentlichungsverbot auferlegt und behandelte die eingesandten Berichte der Forscher als Verschlusssache. Die kaiserlich-russische Akademie der Wissenschaften sollte die alleinige Verfügungsgewalt über die neuen Erkenntnisse haben, weil diese unter enormen Anstrengungen erworben worden waren und ihnen darüber hinaus eine hohe wirtschaftspolitische und strategische Bedeutung beigemessen wurde. Auf diese Weise erschienen die Publikationen der Expeditionsteilnehmer in einem Zeitraum zwischen 1747 und 1793, zum Teil unerlaubt und bei weitem nicht vollständig.

### Kartografie
Eines der am raschesten in Europa rezipierten Ergebnisse der Zweiten Kamtschatkaexpedition war die kartographische Erfassung der nördlichen und nordöstlichen Küsten Sibiriens sowie Kamtschatkas, der Inselkette der Kurilen und Japans. Im Jahr 1745 erschien der von der Sankt Petersburger Akademie der Wissenschaften herausgegebene Atlas Rossijskoj, der eine Generalkarte Russlands im Maßstab von ungefähr 1 : 8,9 Millionen sowie 19 Spezialkarten des Russischen Kaiserreichs enthielt. Neun Jahre später veröffentlichte die Petersburger Akademie die Karte Nouvelle Carte des Découvertes faites par des Vaisseaux Russiens aux côtes inconnues de l’Amérique Septentrionale avec les Pais adiacents (circa 1 : 14 Millionen), die auch in einer russischsprachigen Ausgabe erschien und später mehrfach nachgedruckt wurde.
Mit den während der Expedition gewonnenen Erkenntnissen war es erstmals möglich geworden, eine genauere Vorstellung von der gesamten Küstenlinie des russischen Reiches zu gewinnen, und auch die Legende von der Existenz sagenhafter Länder wie dem „Joao-da-Gama-Land“ oder dem Land „Jesso“ war widerlegt. Der Traum von einer wirtschaftlichen Nutzung der Nordostpassage hatte sich zerschlagen.

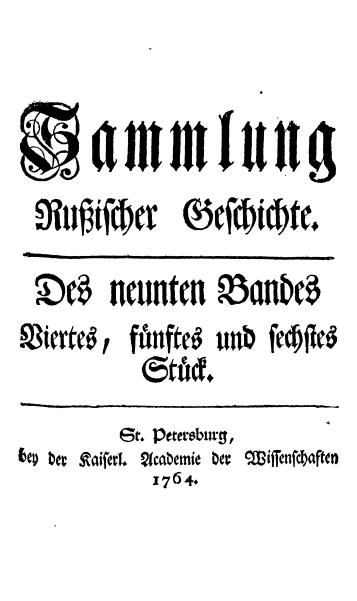
Titelblatt des neunten Bandes aus Müllers Sammlung rußischer Geschichte, Sankt Petersburg 1764.

### Müller: Sibirische Geschichtsschreibung
Zwischen 1732 und 1764 veröffentlichte Gerhard Friedrich Müller seine Forschungsergebnisse in insgesamt neun Bänden der Monographienreihe Sammlung rußischer Geschichte. Er hatte bis zu seiner Rückkehr nach Sankt Petersburg im Jahr 1743 eine Vielzahl regionaler Archive besucht und dort Unmengen von Dokumenten durchgesehen, kopiert und – in geringerem Ausmaß – wissenschaftlich ausgewertet. Dabei waren ihm unter anderem Papiere in die Hände gefallen, die den Beleg dafür enthielten, dass die Beringstraße schon lange Zeit vor der Durchfahrung durch Vitus Bering von dem kosakischen Pelztierjäger und Händler Semjon Deschnjow zusammen mit Fedot Popow und Gerassim Ankudinow 1648 durchquert worden war.
Müller, der schon vor seinem Aufbruch nach Sibirien ein gespanntes Verhältnis zum Leiter der Petersburger Akademie Johann Daniel Schumacher (1690–1761) gehabt hatte, arbeitete nach seiner Rückkehr unter erschwerten Bedingungen. Schumacher und der russische Schriftsteller und Naturwissenschaftler Michail Wassiljewitsch Lomonossow (1711–1765) hielten Müller für unpatriotisch und warfen ihm vor, seine Arbeit nicht schnell genug zu erledigen. Gleichzeitig wurde Müller mit Aufgaben überhäuft. Obwohl er sich im Jahr 1747 verpflichtete, zeit seines Lebens in Russland zu bleiben, eskalierte der Streit 1750 und Müller wurde für ein Jahr von der Liste der Professoren der Akademie gestrichen. Diese Arbeitsbedingungen besserten sich erst nach seiner Aufnahme in den Führungsstab der Geographischen Abteilung der Akademie im Jahr 1753.
Aufgrund seiner herausragenden Leistungen als Historiker gilt Müller heute als „Vater der sibirischen Geschichtsschreibung“. Der Naturforscher Karl Ernst von Baer (1792–1876) urteilte im 19. Jahrhundert über Müllers im Rahmen der Zweiten Kamtschatkaexpedition erworbene Verdienste: „Wären damals nicht unter Müllers Leitung Abschriften aus allen Sibirischen Archiven genommen worden, so wären diese Nachrichten längst für immer verloren gegangen.“

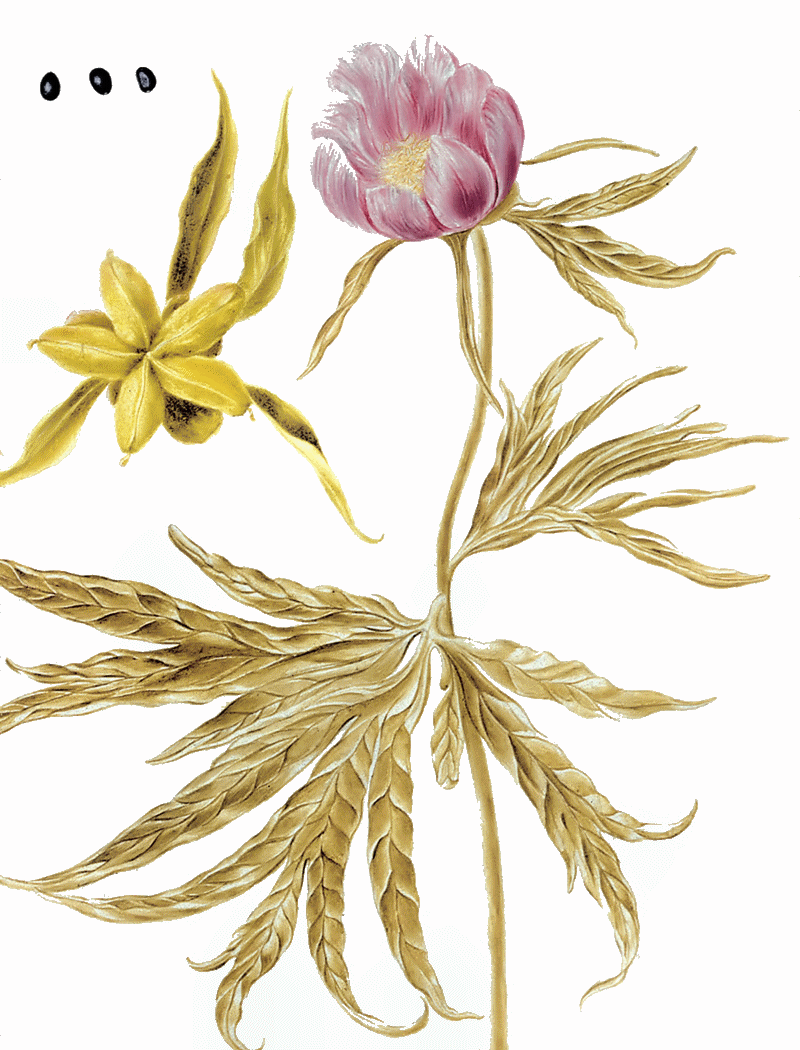
Darstellung der auf der Halbinsel Kola, in Westsibirien und im Altaigebirge verbreiteten Asiatischen Pfingstrose (Paeonia anomala L.) von Johann Wilhelm Lürsenius, der die akademische Gruppe als Zeichner begleitete. Nach seiner Rückkehr nach Sankt Petersburg im Jahr 1743 arbeitete Lürsenius im Auftrag der Akademie der Wissenschaften an der Bebilderung von Gmelins Flora Sibirica.

### Gmelin: Botanik und Reisebeschreibung
Der Naturforscher Johann Georg Gmelin veröffentlichte die botanischen Ergebnisse seiner Reise in dem mehrbändigen Werk Flora Sibirica sive historia plantarum Sibiriae (zumeist kurz Flora Sibirica). Während er die Publikation des ersten und des zweiten Bandes in den Jahren 1747 und 1749 noch selbst besorgen konnte, übernahm nach seinem Tod sein Neffe Samuel Gottlieb Gmelin (1744–1774) in den Jahren 1768 und 1769 die Herausgabe des dritten und des vierten Bandes. Die Veröffentlichung des bereits in Manuskriptform vorliegenden fünften Bandes konnte nie realisiert werden. In seiner Beschreibung der sibirischen Pflanzenwelt erwähnt Gmelin insgesamt 1.178 Arten, die durch knapp dreihundert Kupferstiche nach den Vorlagen der Zeichner Johann Christian Berckhan, Johann Wilhelm Lürsenius und Johann Cornelius Decker ergänzt wurden. Neben dieser Beschreibung der Pflanzen und ihrer detailreichen bildlichen Darstellung sind die von Gmelin während der Expedition gewonnenen Erkenntnisse auf dem Gebiet der Geobotanik hervorzuheben, aufgrund derer Gmelin heute als einer der Mitbegründer der Pflanzengeographie gilt.
Neben der Flora Sibirica veröffentlichte Gmelin, der 1749 einen Ruf als Professor für Botanik und Chemie an der Universität Tübingen erhalten hatte, entgegen den Vereinbarungen mit der russischen Akademie der Wissenschaften einen detaillierten Bericht über die Reisen der akademischen Gruppe. Dieser erschien in den Jahren 1751 und 1752 in vier Bänden unter dem Titel Reise durch Sibirien, von dem Jahr 1733 bis 1743 im Verlag der Witwe Abraham Vandenhoecks in Göttingen. Der Mathematiker Leonhard Euler, mit dem Gmelin korrespondierte, schickte aus Berlin eines der „corpora delicti“ an die Kanzlei der Petersburger Akademie unter Johann Daniel Schumacher, der sich in seinen bereits zuvor gehegten Zweifeln an der Vertrauenswürdigkeit Gmelins bestätigt sah. Im gelehrten Europa dagegen geriet die Veröffentlichung der Reise durch Sibirien zu einem großen Erfolg. Aus heutiger Sicht liegt der Wert der Reisebeschreibung nicht allein in der Vielzahl der in ihr enthaltenen völkerkundlichen und geowissenschaftlichen Beobachtungen, sondern auch in den Informationen zum Reiseverlauf der akademischen Gruppe.

### Krascheninnikow: Landesbeschreibung
Stepan Krascheninnikow, der an der Expedition als Student teilgenommen hatte, erhielt nach seiner Rückkehr eine Professur an der Sankt Petersburger Akademie der Wissenschaften. Im Auftrag der Akademie hielt er seine Forschungsergebnisse in dem zweibändigen Werk Opisanije Zemli Kamčatki (dt. „Beschreibung des Landes Kamtschatka“) fest, dessen Veröffentlichung im Jahr 1755 er jedoch nicht mehr erlebte, da er kurz zuvor starb.
Mit welch großem Interesse die Expeditionsergebnisse von der gelehrten Welt Europas aufgenommen wurden, lässt sich anhand der Publikationsgeschichte dieses Werkes ablesen.
- 1764 (neun Jahre nach der russischen Erstausgabe) erschien eine gekürzte englische Übersetzung.
- 1766 entstand eine deutsche Übersetzung auf der Grundlage der gekürzten englischen Ausgabe.
- Ein Jahr später erschien – ebenfalls auf der Grundlage der gekürzten englischen Ausgabe – eine französische Fassung.
- Weitere zwei Jahre später publizierte der französische Astronom Abbé Jean Chappe d’Auteroche (1728–1769) eine neue französische Übersetzung auf der Grundlage des russischen Originals.
- 1770 erschien die erste niederländische Übersetzung.
- Ein Jahr später erschien eine deutsche Übersetzung der französischen Ausgabe von Chappe d’Auteroche.
- Im Jahr 1786 schließlich folgte eine gekürzte zweite Auflage des russischsprachigen Originals.

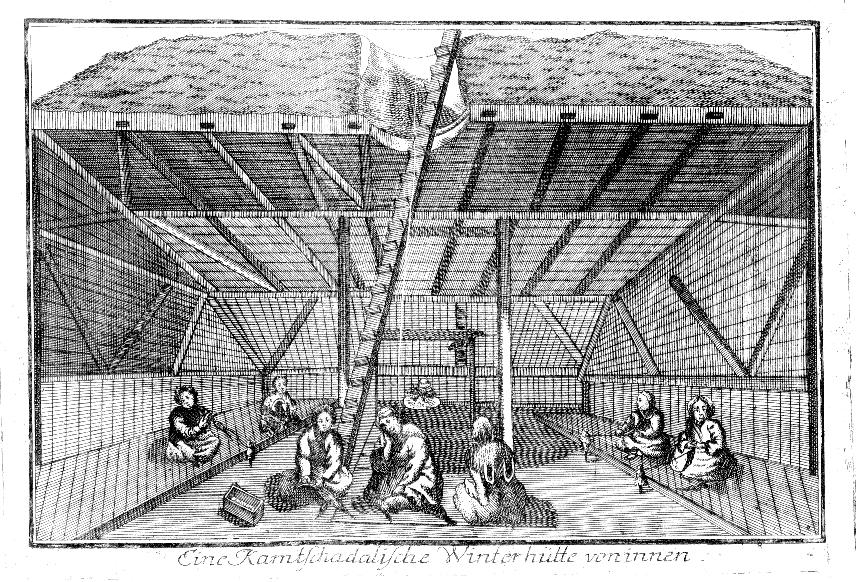
„Eine Kamtschadalische Winterhütte von innen“. Illustration aus Stellers Beschreibung von dem Lande Kamtschatka.

### Steller: Landesbeschreibung und Ethnographie
Neben Krascheninnikow schrieb auch der Arzt und Naturforscher Georg Wilhelm Steller einen Bericht über seine Reise durch Kamtschatka. Dieses 1774 unter dem Titel Beschreibung von dem Lande Kamtschatka lange nach Stellers Tod von Johann Benedict Scherer veröffentlichte Werk enthält neben exakten geographischen und naturkundlichen Beschreibungen auch ausführliche Passagen über die Bewohner Kamtschatkas. Eine Besonderheit des Werkes liegt in der deutlichen Stellungnahme, mit der Steller die Unterdrückung der einheimischen Volksgruppe der Itelmenen durch die Kosaken verurteilt. Diese Position hatte Steller schon während seines Aufenthaltes auf der Halbinsel an den Rand eines Hochverratsprozesses gebracht, als er sich in einer nach Sankt Petersburg versandten Protestnote über das Verhalten des russischen Kommandanten Wassili Chemetevski gegenüber den Itelmenen beschwerte.
Bemerkenswert ist jedoch nicht allein der für die damalige Zeit ungewöhnliche Respekt Stellers gegenüber der fremden Kultur der Ureinwohner, sondern auch seine wissenschaftliche Vorgehensweise. Anders als Gmelin und Müller, die während ihrer Reise eine Bibliothek von mehreren hundert Bänden mit sich führten, reiste Steller nur mit leichtem Gepäck. Darüber hinaus versuchte er sich an die Ernährungsgewohnheiten der von ihm untersuchten Völker anzupassen und bediente sich auf seinen Reisen durch Kamtschatka itelmenischer Boote und Hundeschlitten. Sein Interesse an der Naturheilkunde der Itelmenen und an der Frage, warum die Ureinwohner im Gegensatz zu den Expeditionsteilnehmern nicht an Skorbut litten, rettete Steller während seiner Teilnahme an der Schiffsreise der pazifischen Gruppe unter Bering letztendlich das Leben. In seinem Nachwort zu dem 1996 erschienenen Neudruck von Stellers Beschreibung von dem Lande Kamtschatka hebt der deutsche Ethnologe Erich Kasten die Teilnahme Stellers am Leben der von ihm untersuchten Völker hervor und macht in dessen Forschungstätigkeit „erste Ansätze zu der heute geführten Debatte um indigenes Wissen oder „native knowledge“ im Ressourcen-Management in zirkumpolaren Gebieten“ aus.
Eine besondere Rolle in der Rezeption des Stellerschen Werkes spielte der deutsche Naturforscher und Geograph Peter Simon Pallas (1741–1811). Ihm wurde von der russischen Akademie der Wissenschaften die Leitung einer zwischen 1768 und 1774 durchgeführten Expedition anvertraut, die ihn vom mittleren Ural über Westsibirien bis zur kaspischen Senke führte. Im Rahmen der Vorbereitung auf dieses Unternehmen stieß Pallas auf Materialien der Zweiten Kamtschatkaexpedition. Dabei erkannte er, dass ein Teil der Dokumente noch nicht ausgewertet und veröffentlicht worden war. Um das unter enormen Anstrengungen gewonnene Wissen vor dem Vergessen zu retten, gab Pallas in den Jahren 1781 und 1793 insgesamt vier Werke Stellers heraus, darunter dessen Topographische und physikalische Beschreibung der Bering-Insel und das während der Seereise mit Bering verfasste Tagebuch. Darüber hinaus veröffentlichte er, teilweise in kommentierter und bearbeiteter Form, weitere Arbeiten Stellers in seinen beiden Zeitschriften Stralsundisches Magazin und Neue Nordische Beyträge. Über die reine Herausgebertätigkeit hinaus verwendete Pallas die von der Petersburger Akademie verwahrten Sammlungsobjekte und Dokumente der Zweiten Kamtschatkaexpedition aber auch für seine eigenen Veröffentlichungen, wie etwa für die Flora Rossica oder die Zoographia Rosso-Asiatica. Mit der Veröffentlichung der biographischen Skizze Zuverläßige Nachrichten von den letzten Schicksalen des Herrn Georg Wilhelm Steller leistete er einen wichtigen Beitrag zur Lebensgeschichte des deutschen Naturforschers, dessen genaue Todesumstände bis heute immer wieder Anlass für Spekulationen gegeben haben.

## Neuere Forschungen zur Zweiten Kamtschatkaexpedition
Seit der Öffnung russischer Archive für ausländische Historiker in den 1990er Jahren hat die wissenschaftliche Auseinandersetzung mit der Zweiten Kamtschatkaexpedition neuen Aufschwung genommen. Gemeinsam mit Forschern der heute in Moskau beheimateten Russischen Akademie der Wissenschaften und der dänischen Universität Århus beschäftigen sich die Franckeschen Stiftungen, die im 18. Jahrhundert enge kulturelle, religiöse und wissenschaftliche Beziehungen zu Russland unterhielten, intensiv mit der Geschichte der deutsch-russischen Wissenschaftsbeziehungen im 18. Jahrhundert. In diesem Zusammenhang entstand unter anderem die Publikationsserie „Quellen zur Geschichte Sibiriens und Alaskas aus russischen Archiven“, in der die Franckeschen Stiftungen gemeinsam mit dem Archiv der Russischen Akademie der Wissenschaften bislang unveröffentlichte Dokumente und Manuskripte der Expeditionsteilnehmer in wissenschaftlich-kritischen Ausgaben publizierten. Gleichzeitig wurden russisch-deutsche Ausstellungsprojekte realisiert und Workshops mit deutschen und russischen Wissenschaftlern veranstaltet. Im Jahr 2005 fand an Bord eines Schiffes auf dem sibirischen Fluss Ob eine wissenschaftliche Tagung mit dem Titel „300 Jahre akademische Forschung zu Jugra – von Müller bis Steinitz“ statt, in deren Rahmen auch einige Stationen der Expedition angesteuert wurden.
Während die meisten der während der Expedition gesammelten Objekte im Laufe der Jahrhunderte verloren gingen oder über unterschiedliche europäische Länder verstreut wurden, lagern heute noch zahlreiche handschriftliche Dokumente im Archiv der Russischen Akademie der Wissenschaften und im Russischen Staatsarchiv für alte Urkunden (RGADA) in Moskau. Ein besonderer Fund gelang dem Mitarbeiter der Franckeschen Stiftungen und Herausgeber der Reihe „Quellen zur Geschichte Sibiriens und Alaskas aus russischen Archiven“, Wieland Hintzsche, der 2001 ein verschollen geglaubtes Reisetagebuch Georg Wilhelm Stellers in Sankt Petersburg fand. Es handelt sich dabei um den rund 330 Seiten umfassenden ersten Teil des Stellerschen Tagebuches, den dieser zwischen Dezember 1737 und Februar 1739 abfasste. Neben den naturwissenschaftlichen Beobachtungen enthalten diese wiederentdeckten handschriftlichen Notizen Informationen zu dem alltäglichen Leben auf der Reise und gewähren neue Einblicke in Stellers Reisevorbereitungen in Moskau.

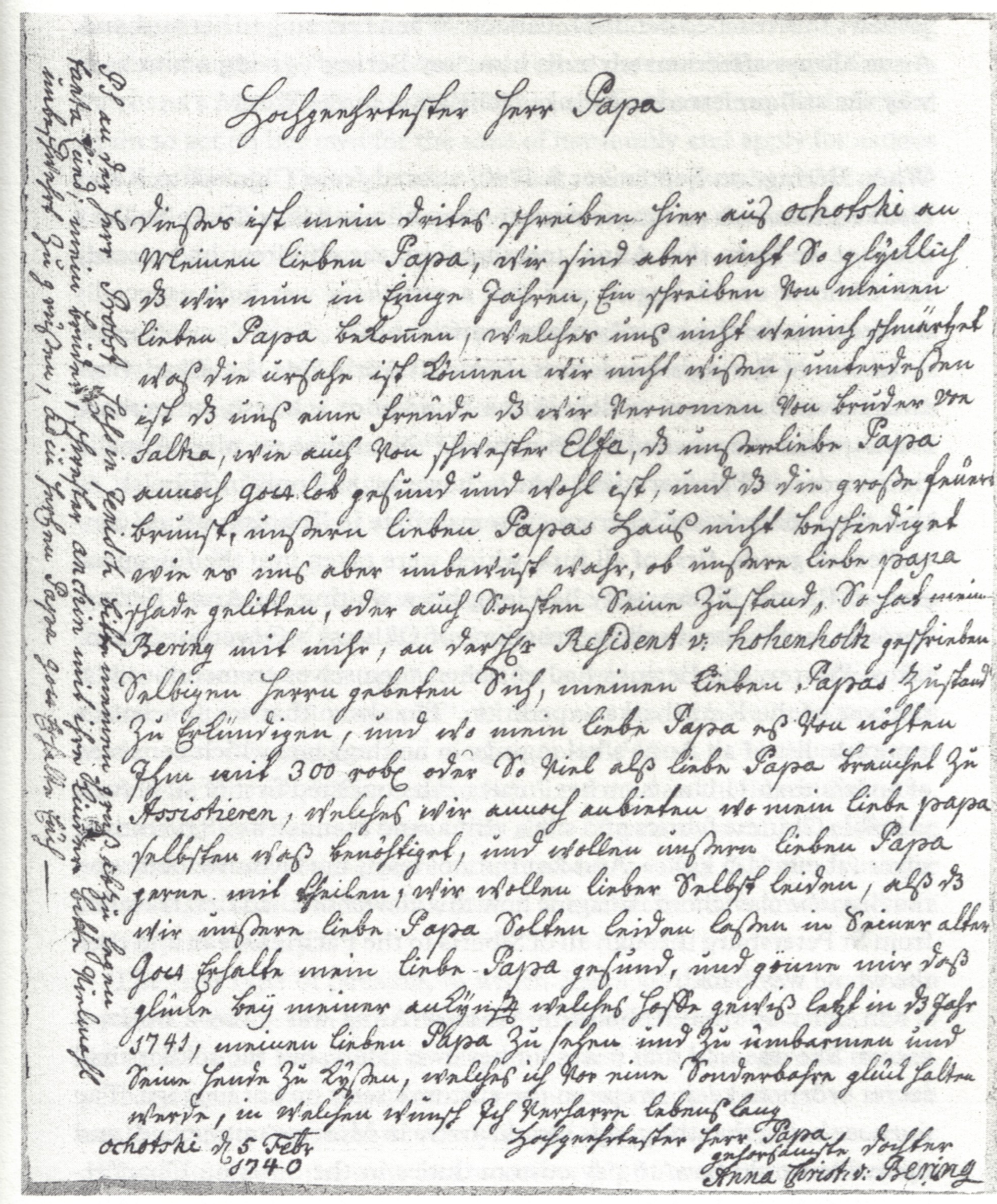
Brief Anna Christina Berings an ihren Vater Matthias Pülse, geschrieben in Ochotsk am 5. Februar 1740 (alten Stils)

Die russische Forscherin Natascha Ochotina Lind und der dänische Historiker Peter Ulf Møller fanden bei ihrer Arbeit im Moskauer Archiv der auswärtigen Politik des russischen Kaiserreiches (AVPRI) bislang unbekannte Briefe der Familie Vitus Berings. Diese Briefe – und hier vor allem die Informationen, die seine Frau Anna Christina Bering betreffen – eröffnen Einblicke in das bislang unbekannte Privatleben Berings. Anna Christina Bering begleitete ihren Mann auf der Zweiten Kamtschatkaexpedition bis nach Ochotsk und korrespondierte während der Reise unter anderem mit ihrem Vater, dem Vyborger Kaufmann Mathias Pülse (auch Pylse oder Piilse), und ihrem 1721 geborenen zweiten Sohn Jonas, der das Gymnasium in Reval besuchte, während zwei seiner jüngeren Geschwister gemeinsam mit den Eltern an der Expedition teilnahmen. Eine Auswahl dieser Briefe wurde inzwischen in einem von Lind und Møller herausgegebenen Sammelband aus dem Jahr 2003 veröffentlicht.
Ein besonderer Schwerpunkt des Interesses liegt auf der Person und dem Werk Gerhard Friedrich Müllers, dessen Geburtstag sich 2005 zum 300. Mal jährte. Hervorzuheben ist hierbei insbesondere die in diesem Zusammenhang vorgenommene Neubewertung der völkerkundlichen Aspekte der Expedition. Gudrun Bucher konnte anhand einer Untersuchung der 1740 von Müller verfassten Instruktionen an Johann Eberhard Fischer (1697–1771) darlegen, dass der Beginn der wissenschaftlichen Ethnologie, der bislang im Allgemeinen auf die Arbeiten von August Ludwig von Schlözer (1735–1809) in der zweiten Hälfte des 18. Jahrhunderts zurückgeführt wurde, Müller zugeschrieben werden muss. Müller hatte bei der Sankt Petersburger Akademie der Wissenschaften aufgrund seines schlechten Gesundheitszustandes Ende des Jahres 1737 um seine Abberufung von der Expedition nachgesucht. Der daraufhin nach Sibirien entsandte Rektor des Sankt Petersburger Akademischen Gymnasiums Johann Eberhard Fischer wurde von Müller mit umfangreichen Instruktionen ausgestattet. Der letzte und mit 923 Einzelpunkten bei weitem umfangreichste Teil dieser Instruktionen bezog sich auf die von Fischer vorzunehmenden ethnologischen Studien. Folgt man Bucher, so muss dieses detaillierte – wenn auch von Fischer kaum erfüllte – Forschungsprogramm zur systematischen Beschreibung der sibirischen Völker und ihrer Sprachen heute als Beginn der modernen Ethnologie gewertet werden.

## Weblinks

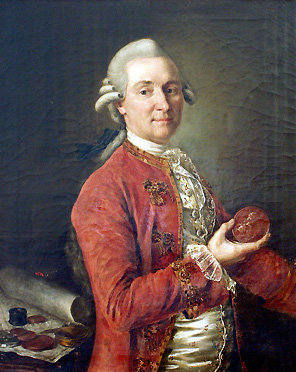
Georg Thomas von Asch. Ölgemälde von Kirill Iwanowitsch Golowatschewski (1735–1823) aus dem Jahr 1780. Von 1771 bis zu seinem Tod schickte Asch zahlreiche Materialien aus Russland nach Göttingen. Heute steht ein Teil der seltenen Bücher, Karten und Manuskripte der „Sammlung Asch“ auf den Seiten des russisch-amerikanischen Projektes „Meeting of frontiers – Встреча на границах“ online zur Verfügung.